# Étoffes Kongo

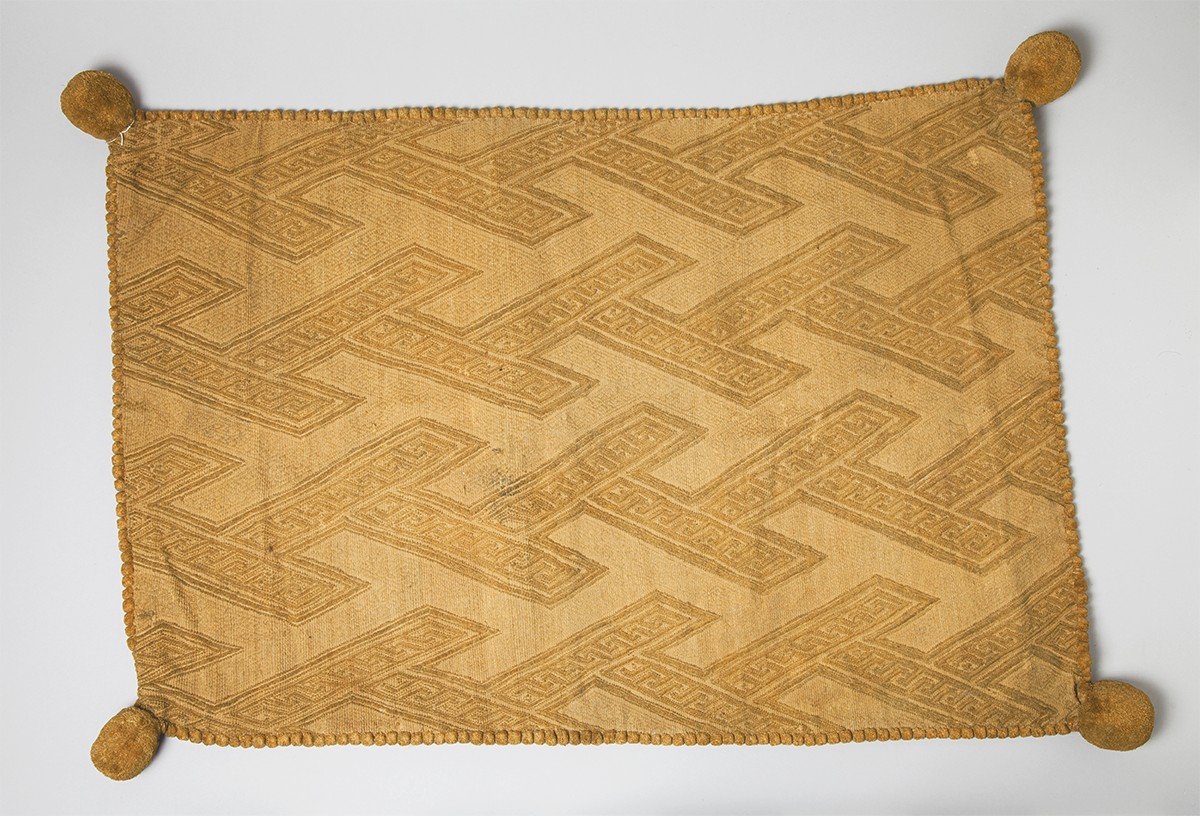
Housse de coussin du XVII, collection du Ethnographic Museum, Stockholm

Dans le Royaume du Kongo, et ses vassaux plus tard devenus indépendants (royaumes Loango, Kakongo, Ngoyo, Ndongo, etc.), l'art du tissage des étoffes était emblématique de la royauté et de la noblesse. Le filament grossier provenant des frondes des feuilles du palmier raphia servait de fondement aux arts du tissage Kongo. Ce matériel a imposé des contraintes qui ont été surmontées pour produire des formats et des structures textiles variés et ingénieux. La pièce d’étoffe en raphia (singulier : Lubongo, Libongo, pluriel : Mbongo; également appelé Mpusu) servait aussi de monnaie ,,,.

## Couvre-chef des hauts dignitaires de la noblesse

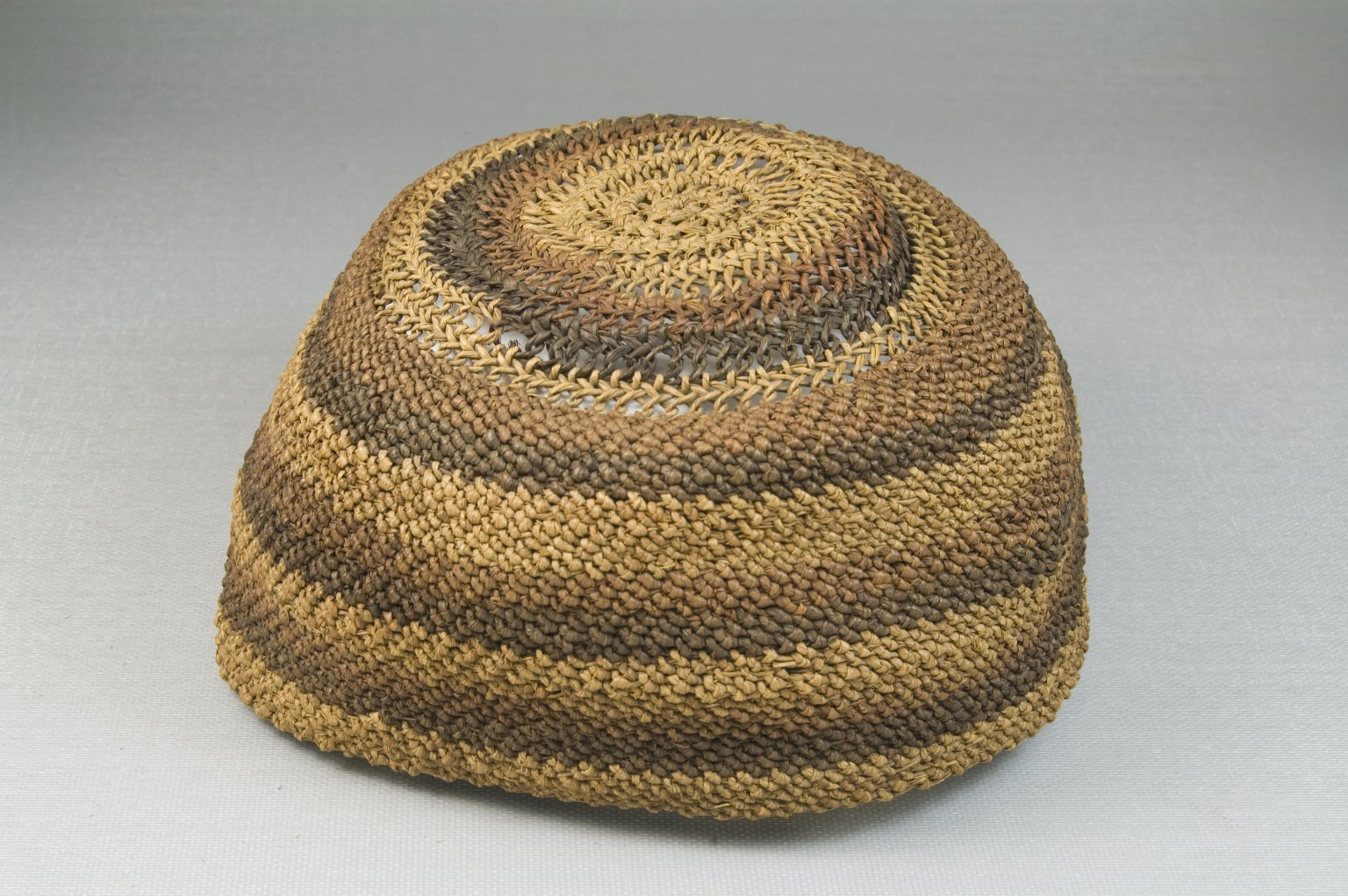
Couvre-chef Mpu Ngunda, collection du Brooklyn Museum

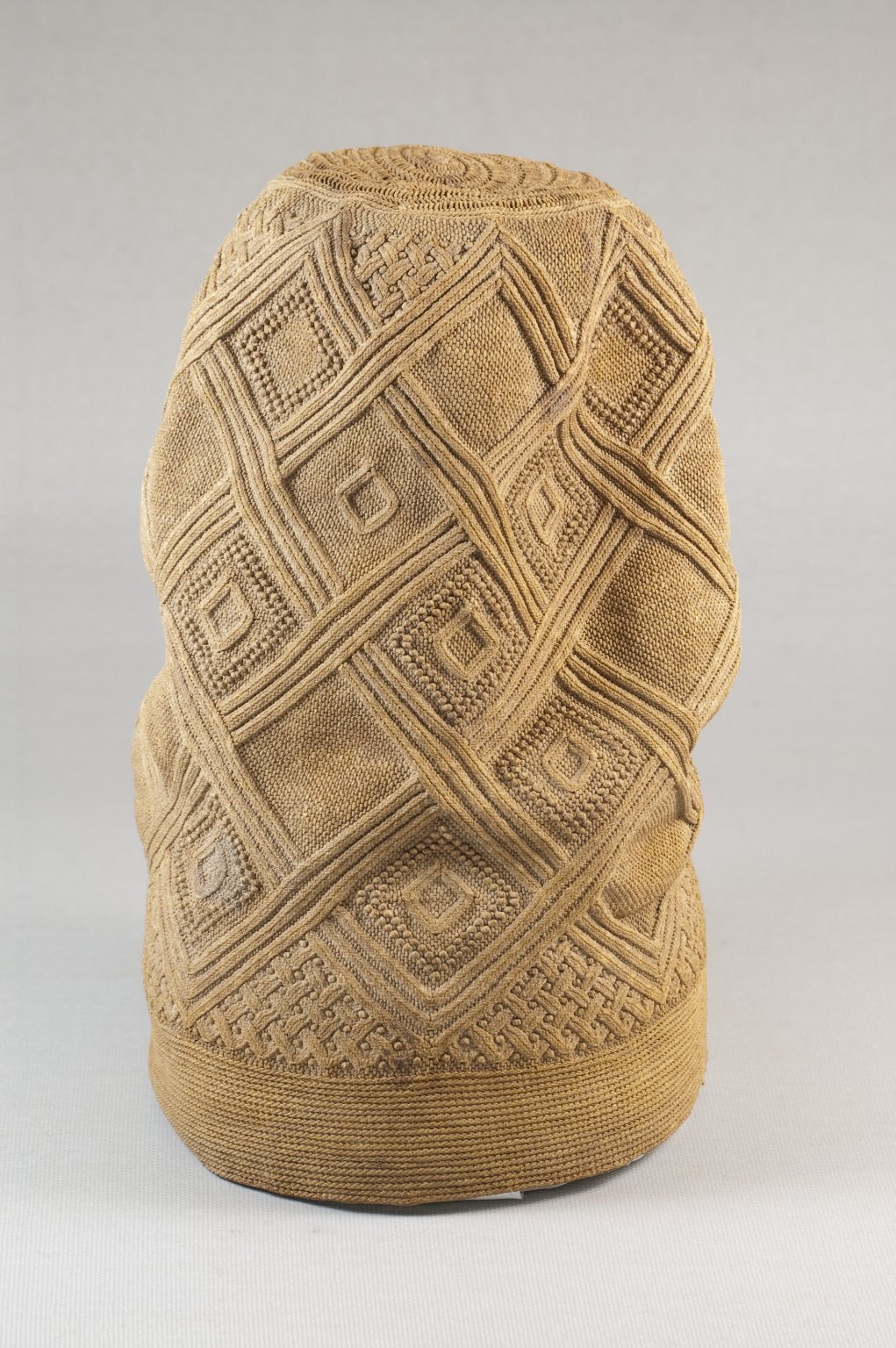
Couvre-chef Mpu Ngola, collection du Brooklyn Museum

Le Mpu, couvre-chef souple en raphia doré ou en fibre d'ananas fait partie des attributs indispensables du chef, en complément d'une tunique de maille appelée Kinzembe, un sac en bandoulière tissé, un sac contenant des charmes (nkisi), un panier de reliquaire, la double cloche (ngongi en kikongo, tchikongo tchiungu, ngonji ( ou ngondji) en vili, longa chez les Fiote du Cabinda) et un tabouret,
Pour les Kongo, Mbundu et les peuples apparentés du nord de l'Angola, le Mpu marquait l'autorité investie dans une personne élue à une fonction de leadership sacré. Moraga estime que «c'était aussi un puissant symbole cosmologique reliant le chef (Mfumu), le clan, et le village au lieu mythique d'origine de l'ancêtre divinisé, ainsi qu'au territoire y relatif (Nsi),.
Il y a plusieurs types de couvre-chefs Mpu. Le Ngunda (de la racine Ngu, signifiant mère) en forme de dôme non structuré décoré avec des motifs de haut-relief, est décerné aux nouveaux chefs lors des rites d'intronisation. Le Ngola en revanche, est un haut chapeau de forme conique porté par les leaders suprêmes du Royaume Kongo.
Presque tous ces couvre-chefs sont construits en spirale, en partant du centre de la couronne jusqu'aux extrémités extérieures du chapeau. Les Mpu ont été conçus pour couvrir le sommet de la tête spirituellement vulnérable. Les Kongos utilisaient le terme Nzita pour exprimer leur conviction que les cheveux grandissaient dans un motif circulaire à cet endroit. Selon Moraga,  "les nacelles de chapeau sont généralement travaillées avec un treillis en spirale ou un motif ajouré qui diffère des conceptions géométriques entrelacées sur les côtés, comme pour imiter les verticilles des cheveux, tout en accentuant la protection extraordinaire assurée par le couvre-chef".

## Kinzemba

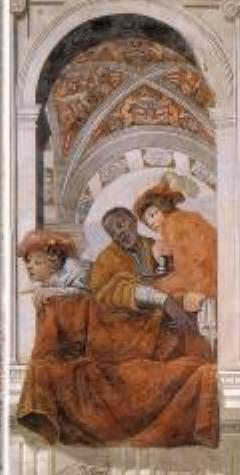
Peinture d'Emanuel Ne Vunda, Sala dei Corazzieri, palais du Quirinal, Rome, 1615-1616.

Le Kinzemba est une tunique ajourée faite de fibres de raphia. Il figure parmi les vêtements cérémoniels d'Afrique centrale dont la chronologie traçable s'étend sur plusieurs centaines d'années et qui peut être relié à une personnalité historique bien identifiée. Il s'agit d'Antoine Emmanuel Nsaku Ne Vunda, premier ambassadeur du Kongo au Vatican qui mourut  le 6 janvier 1608, peu après son arrivée à Rome. envoyé par le roi Alvare II au Pape Paul V en 1604.  Il est représenté vêtu d'un Kinzemba dans un buste commémoratif en marbre noir, commandé par le pape après la mort de l'ambassadeur, au sculpteur Stefano Mademo, avec la collaboration de l’artiste Francesco Caporale. Ce monument est visible dans la «Sala dei Corazzieri»,au palais du Quirinal à Rome, à côté du portrait de 1615 de l’ambassadeur du Japon Hasekura Tsunenaga.
En 1688 en Angola, le prêtre capucin Girolamo Merolla décrit de façon suivante un Kinzembe:  « la noblesse porte une sorte de vêtement de paille sur les épaules, qui descend jusqu'aux pieds, curieusement travaillé, les bras sortant en deux fentes, et se termine par deux pompons qui pendent sur le côté droit. Sur les extrémités, une circonférence de tissu, pend d'un côté vers le sol. »

## Paniers

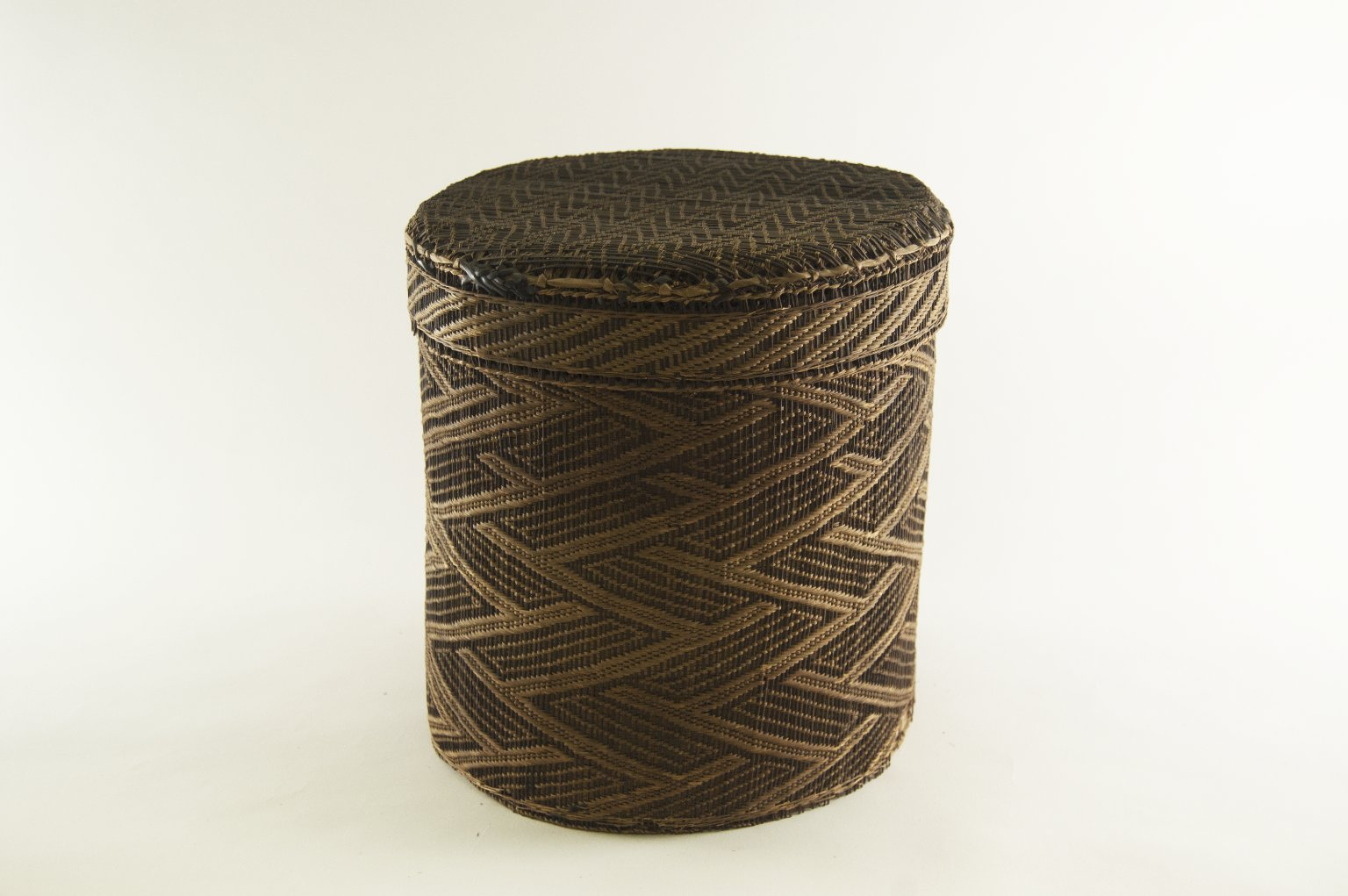
Panier avec couvercle, collection du Brooklyn Museum

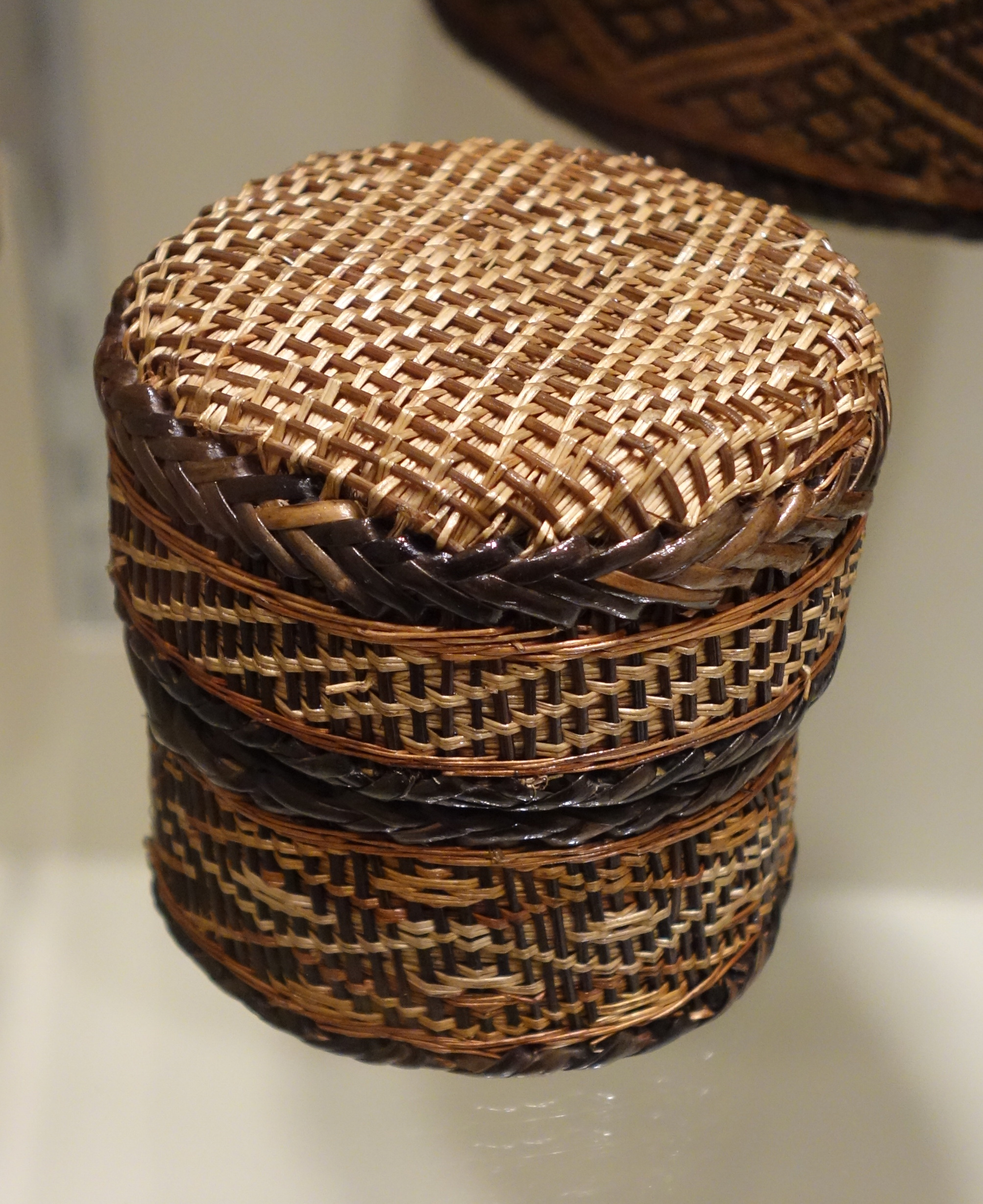
Panier et son couvercle tissés en fibre végétale (roseaux) - Longo Bonda - Côte de Loango - Gabon fin du XIXe siècle. Cincinnati Art Museum

Les paniers Kongo étaient des présentoirs de prestige et d'opulence. Ils ont été donnés comme présents aux notables et aux étrangers aussi bien qu'utilisés par les riches et l'élite. Ces paniers offerts au roi, ont souvent contenu des biens de prestige et d'un grand statut. Des paniers spéciaux ont également figuré en bonne place dans la pratique rituelle et la croyance des peuples Kongo.
Les paniers Kongo ont été fabriqués avec des côtés circulaires en fibre de raphia à motifs sergé sur une structure intérieure solide de bois ou d'écorce. Les configurations dynamiques des paniers en zigzags, en diamants et en chevrons proviennent naturellement d'une technique de sergé ou de tressage utilisant des fibres de raphia mortes ou naturelles. Ils ont évolué vers des modèles culturellement significatifs, qui ont été traduits dans d'autres médias, tels que les urnes funéraires en terre cuite. Des paniers ont aussi été fabriqués avec des fibres de roseau.

## Parallèle avec les étoffes Kuba
Bien que temporellement et spatialement séparées, il existe de nombreux parallèles entre les traditions textiles Kongo et Kuba. L'art Kongo et Kuba prospéraient dans une structure hiérarchique et de courtoisie, et chaque société accordait une grande valeur aux arts de la cérémonie, à l'ornement personnel et à la présentation. Ils avaient également en commun l'utilisation de la fibre de palmier raphia comme fondement de leurs arts de tissage. Kongo et Kuba partagent également de nombreux motifs géométriques, des signes sacrés, des insignes symboliques, et des types de textiles et de prestige, ainsi que des techniques de fabrication.

## Attributs de souveraineté

Couvre-chefs de l'art Kongo
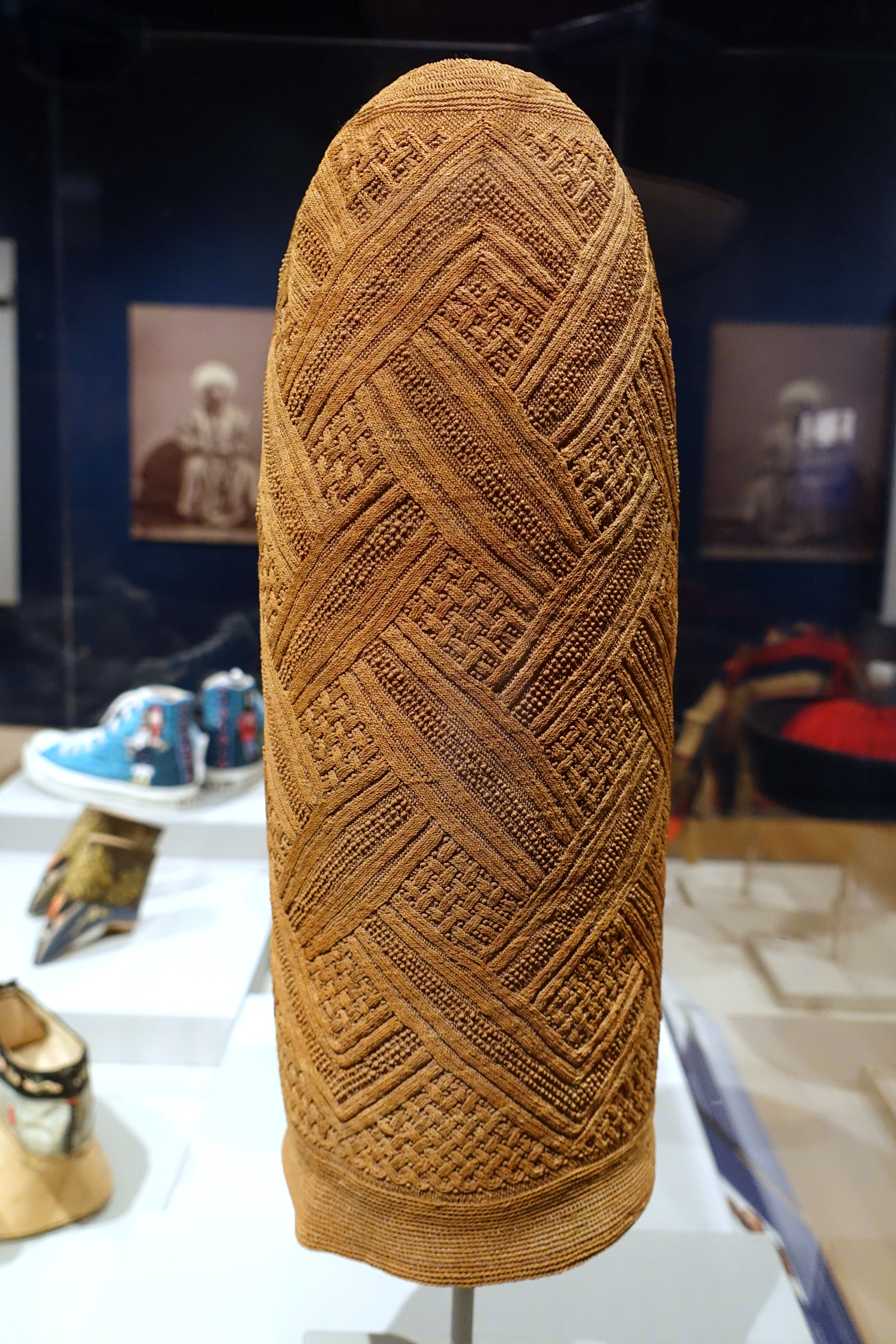
Couvre-chef  de la noblesse (The George Washington University Museum and The Textile).
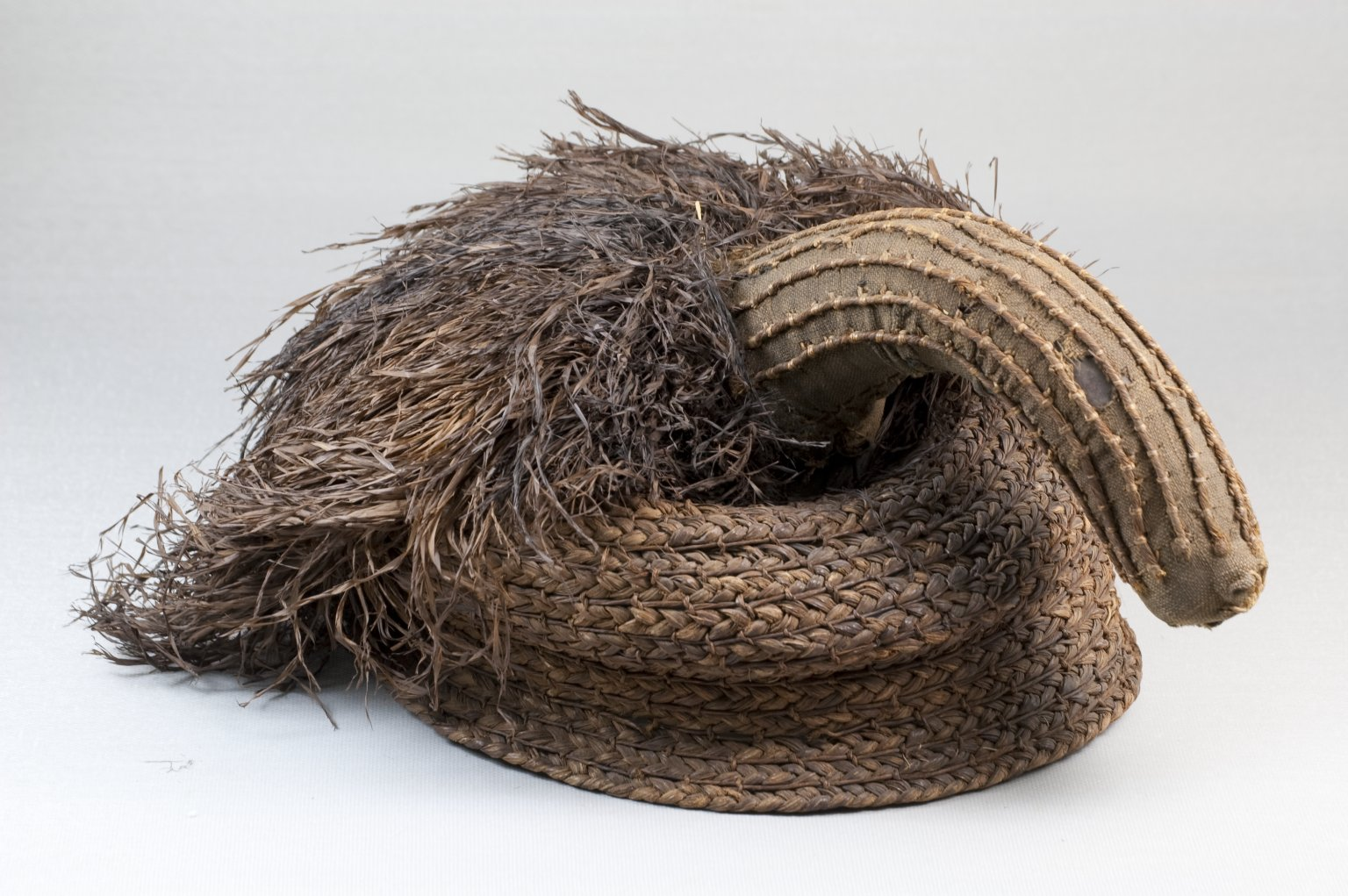
Couvre-chef (Brooklyn Museum).
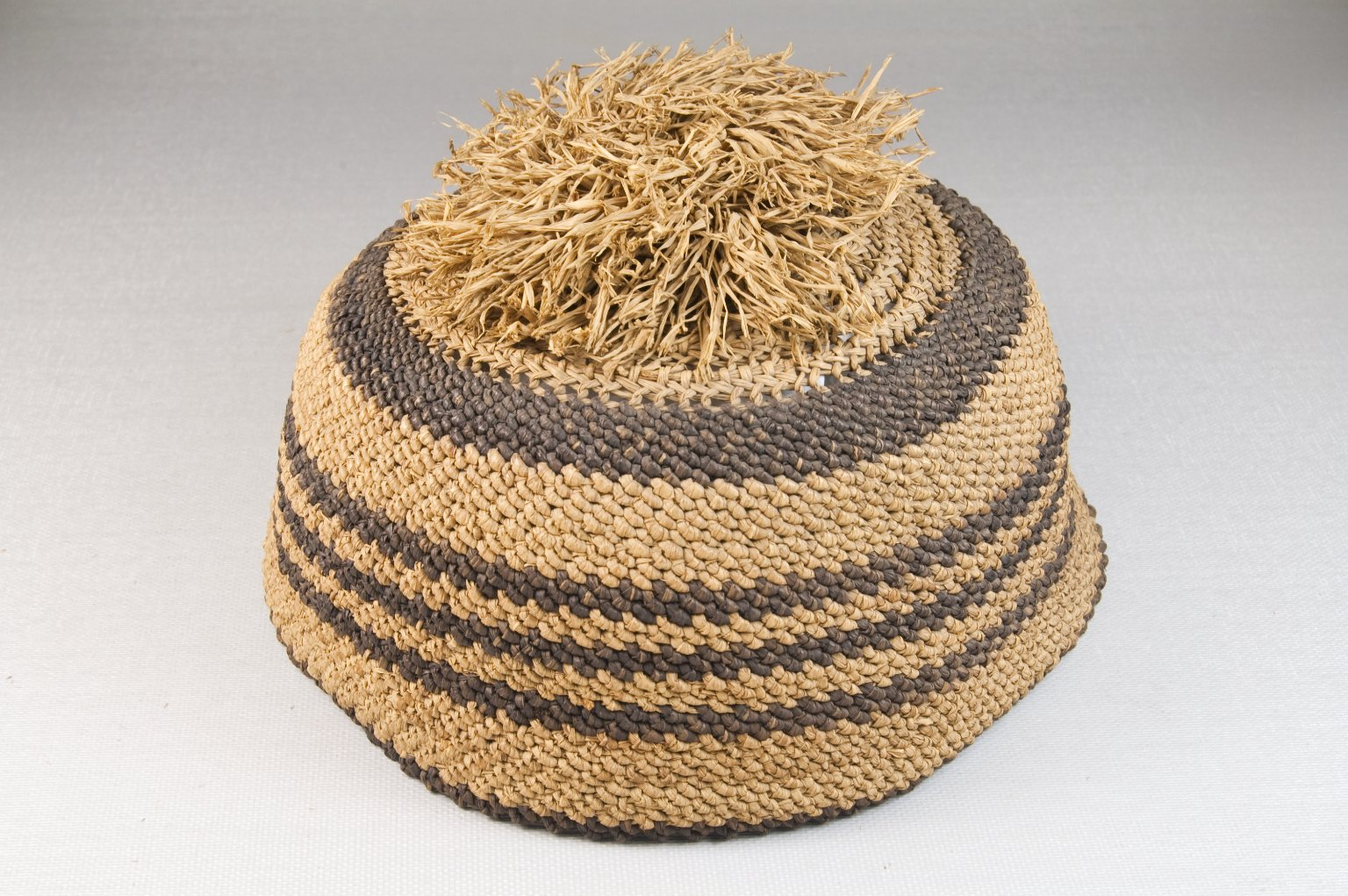
Couvre-chef en raphia (Brooklyn Museum).
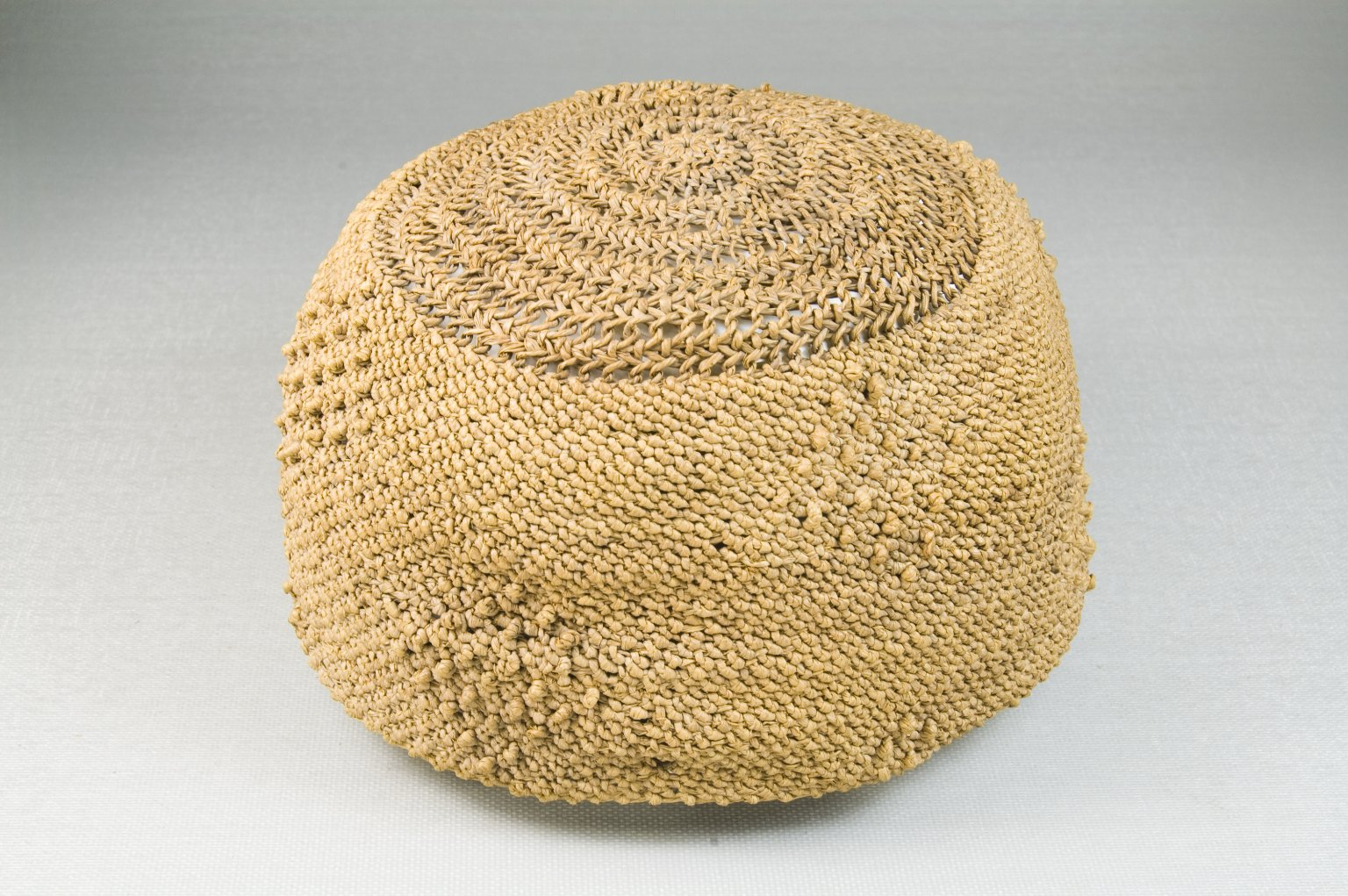
Couvre-chef en raphia (Brooklyn Museum).
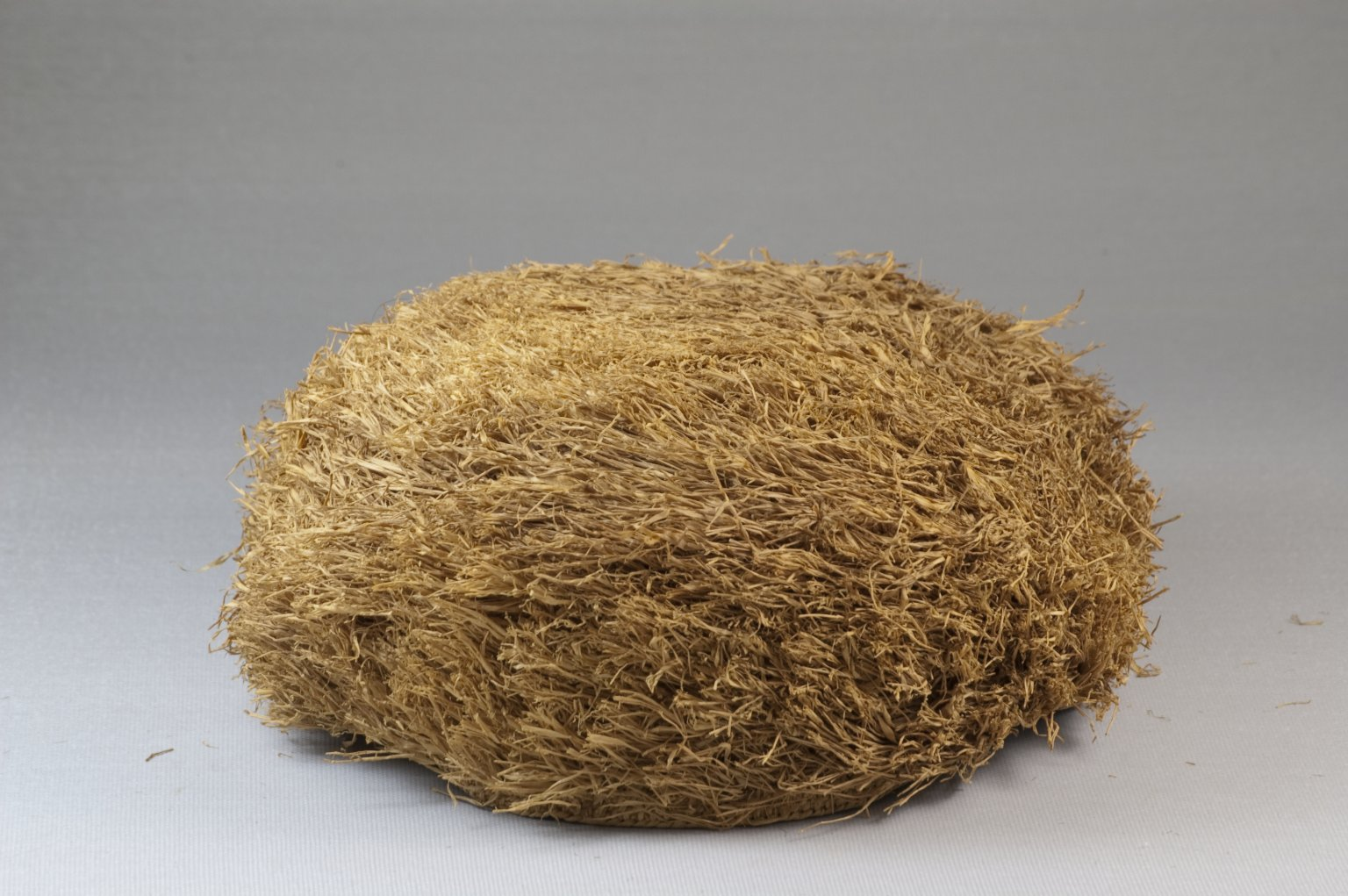
Couvre-chef en raphia avec franges (Brooklyn Museum).
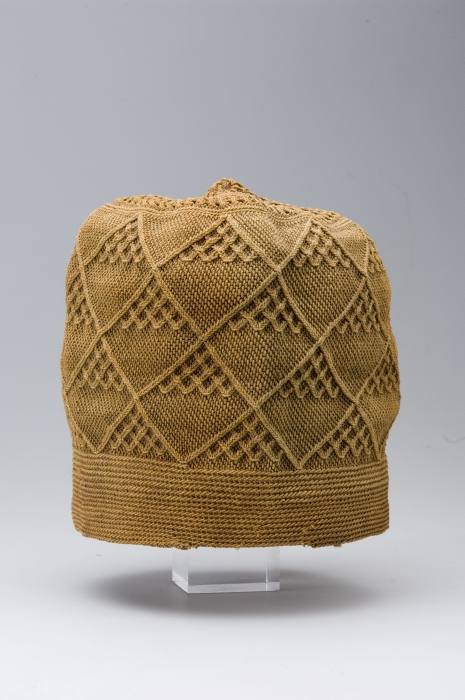
Mpu - Couvre-chef de prince chez les Yombé ou Vili (Tropenmuseum).
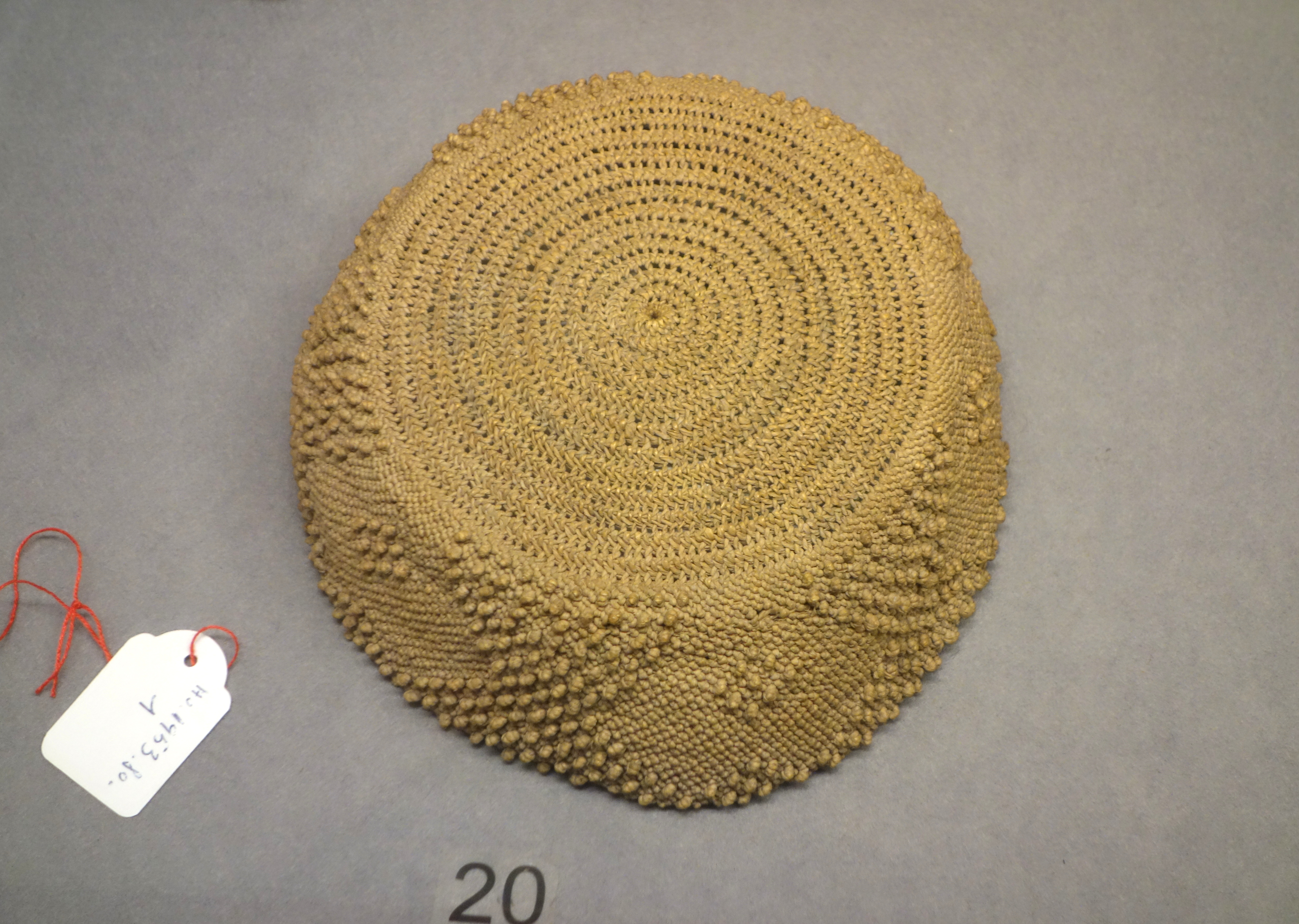
Chapeau de chef (Musée royal de l'Afrique centrale).
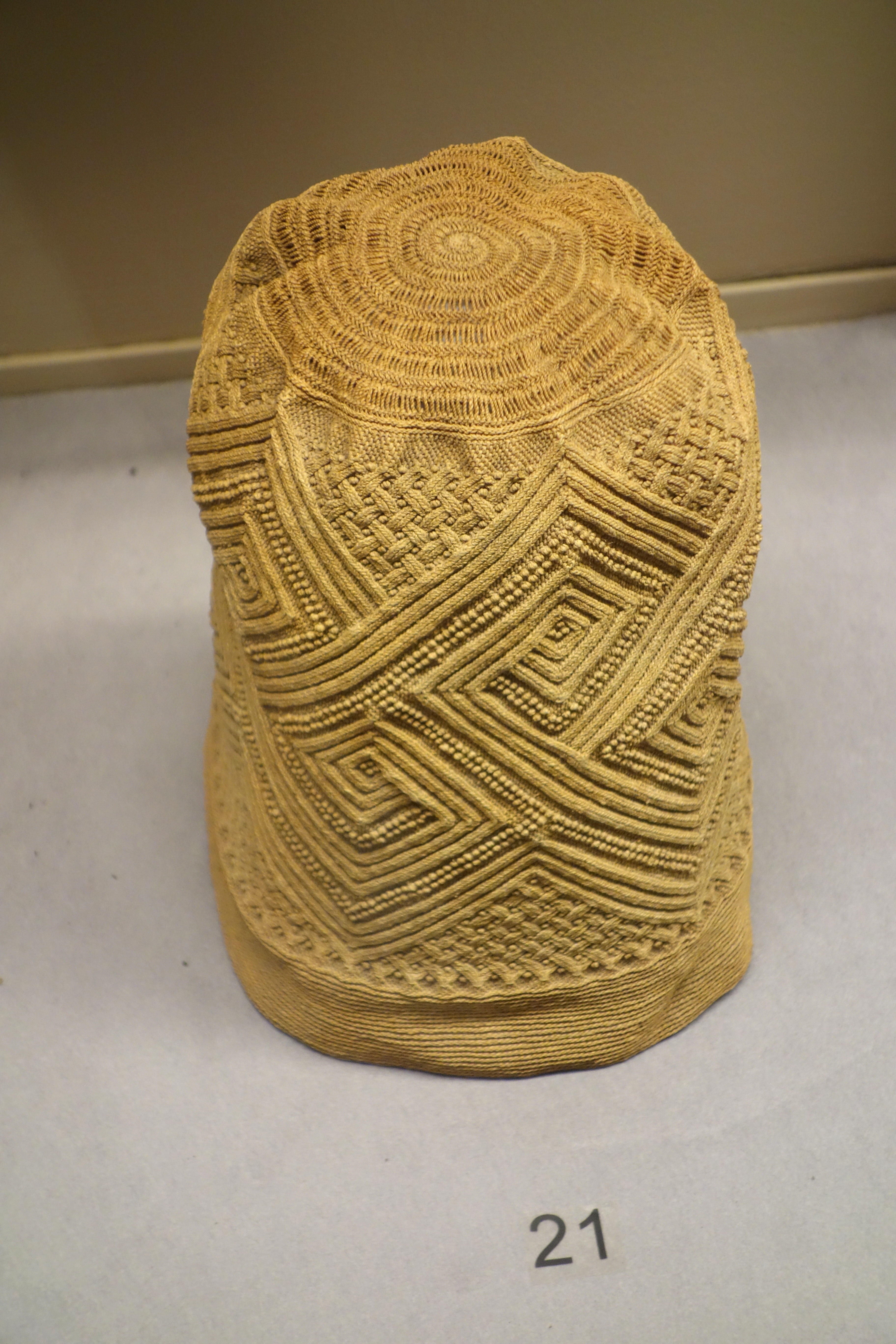
Chapeau de chef (Musée royal de l'Afrique centrale).
Chapeau de chef (Cleveland Museum of Art).

Étoffes de l'art Kongo (Brooklyn Museum)
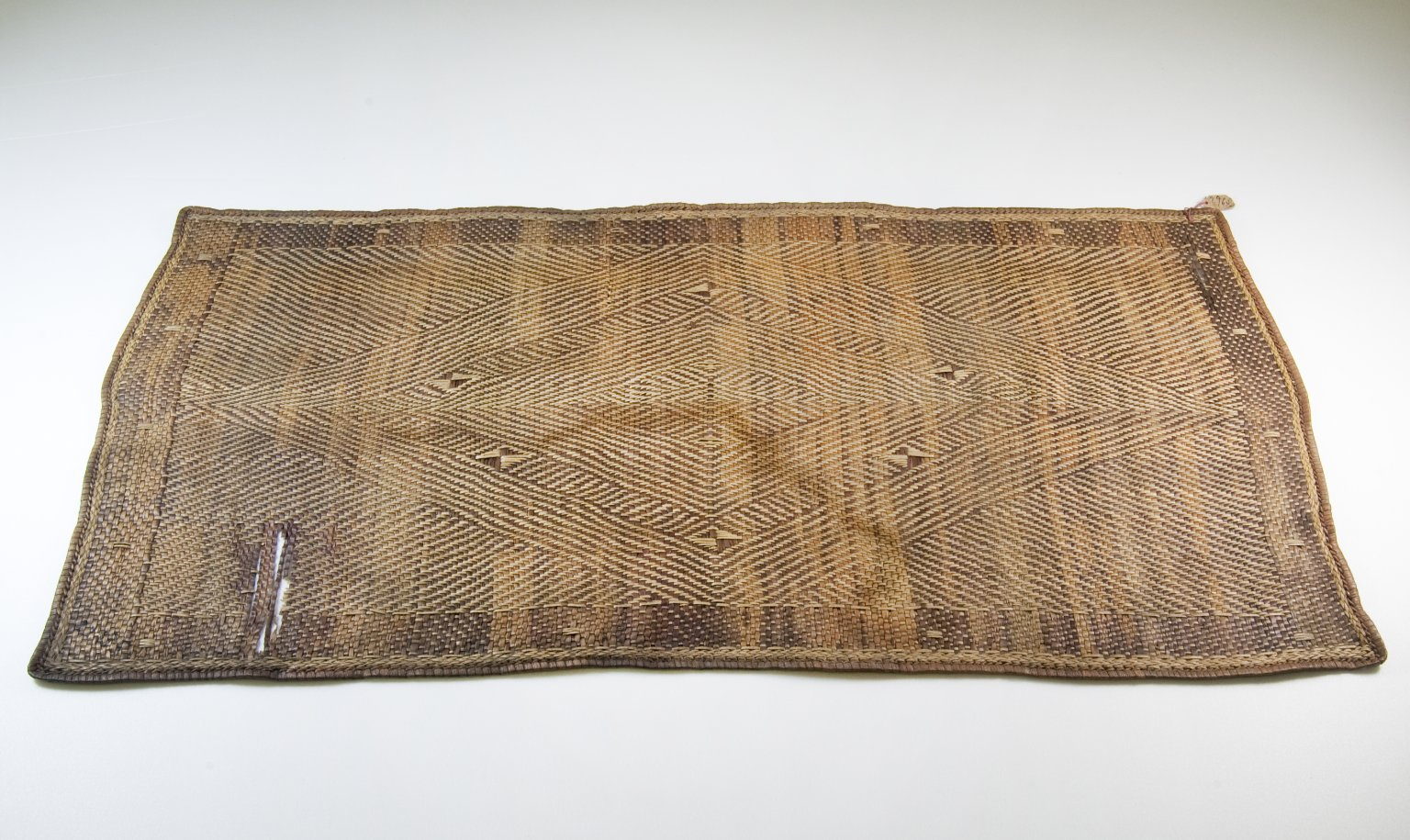
Natte.
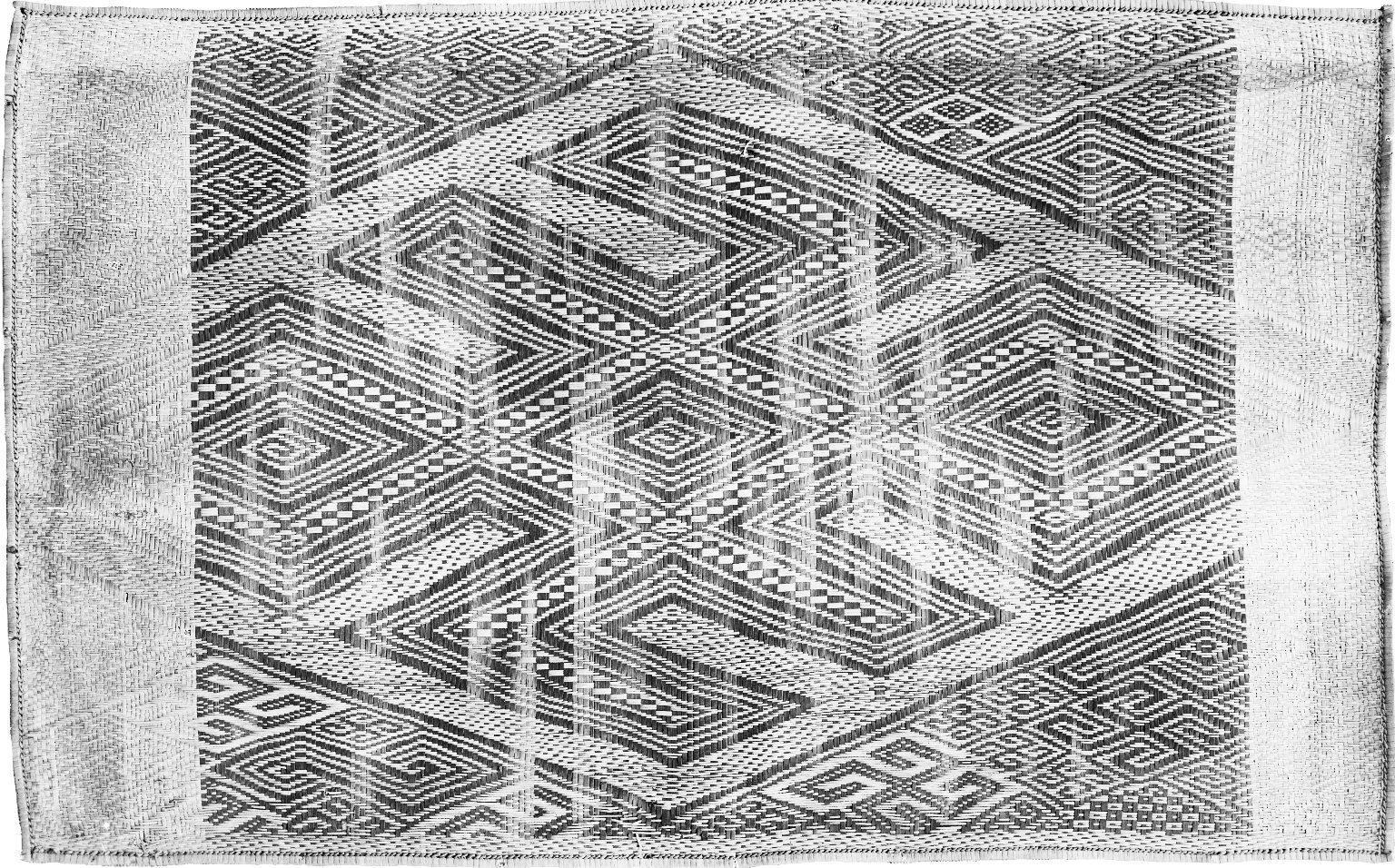
Natte
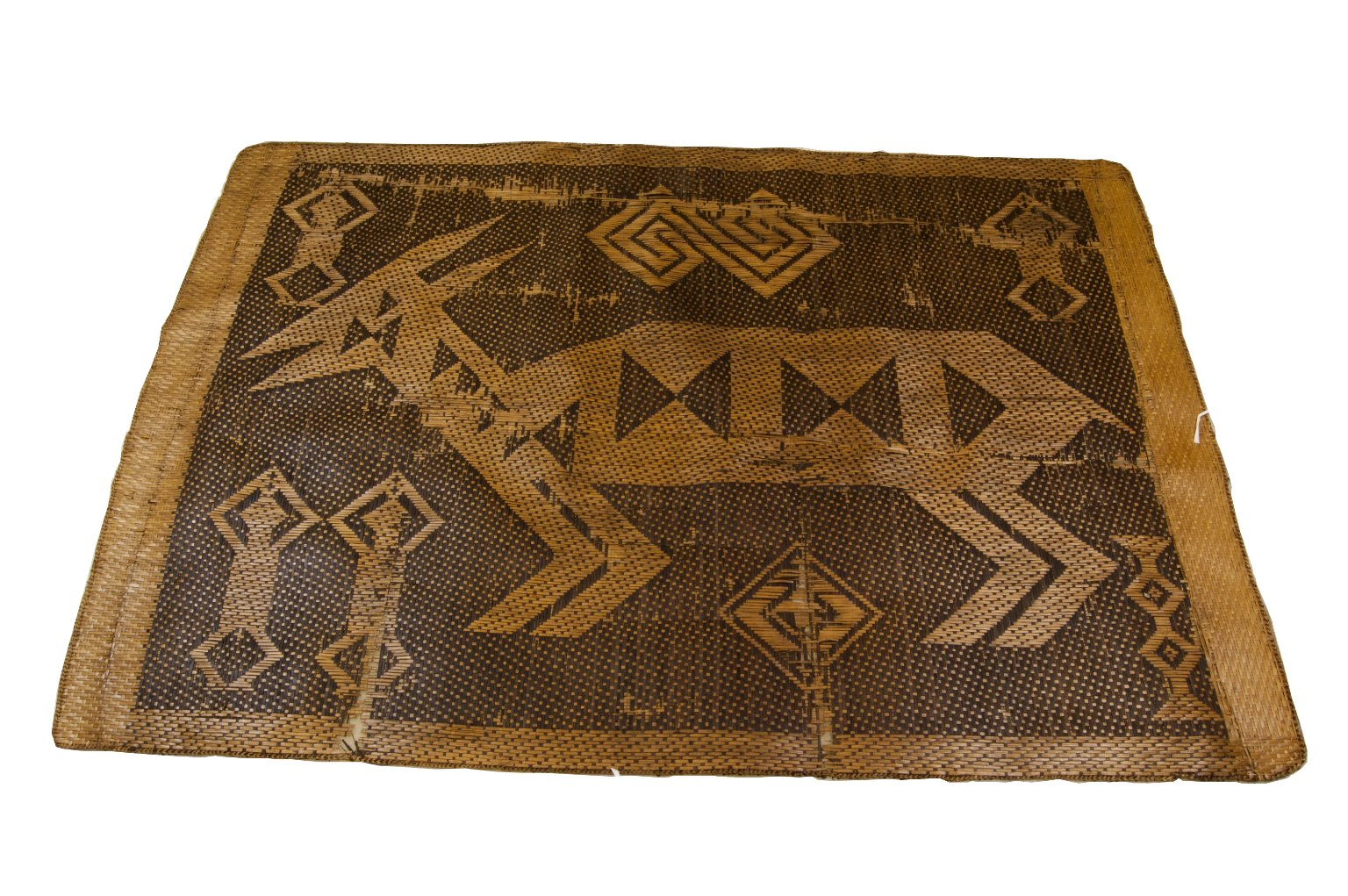
Natte.
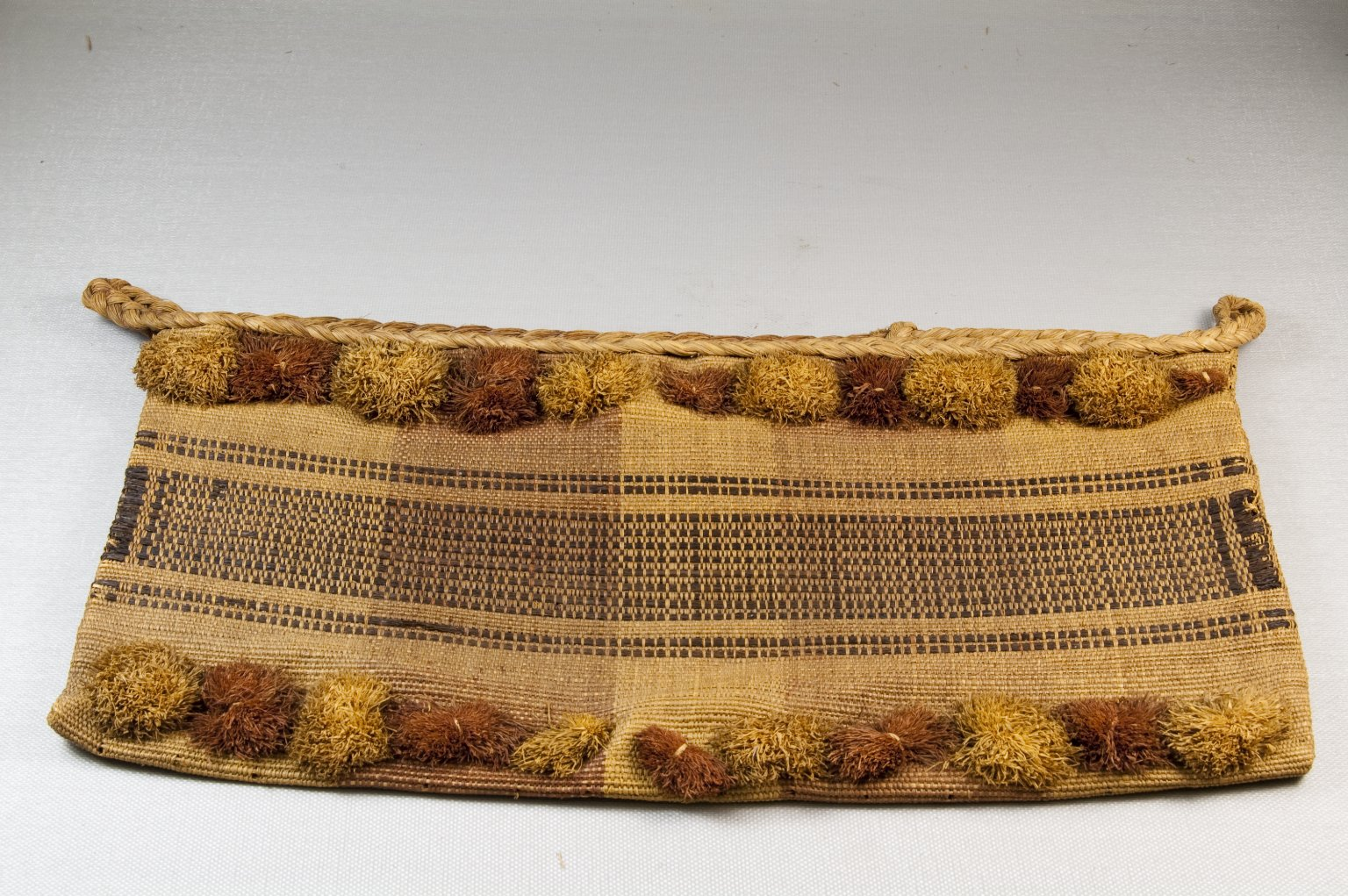
Sac.
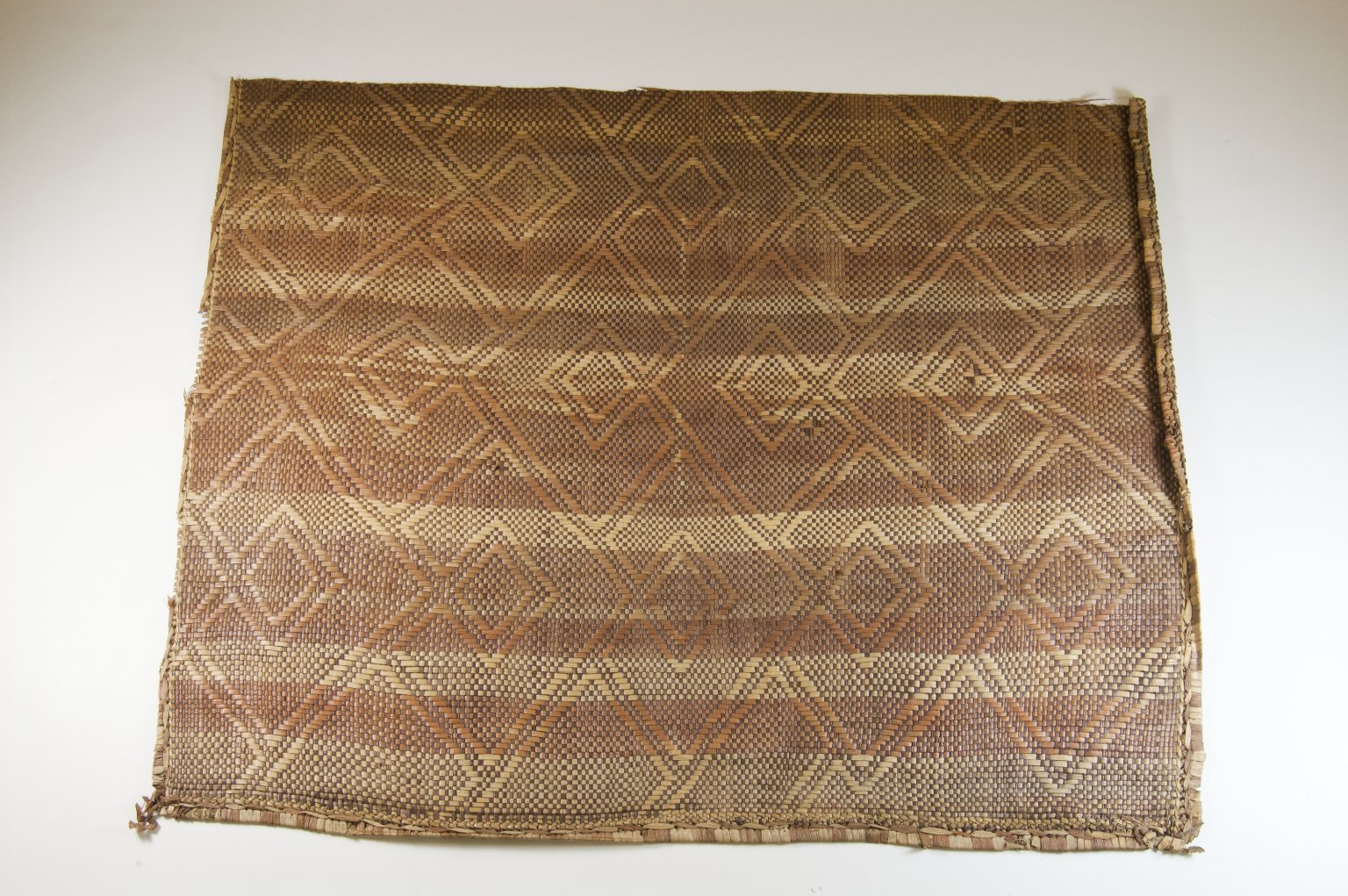
Natte.
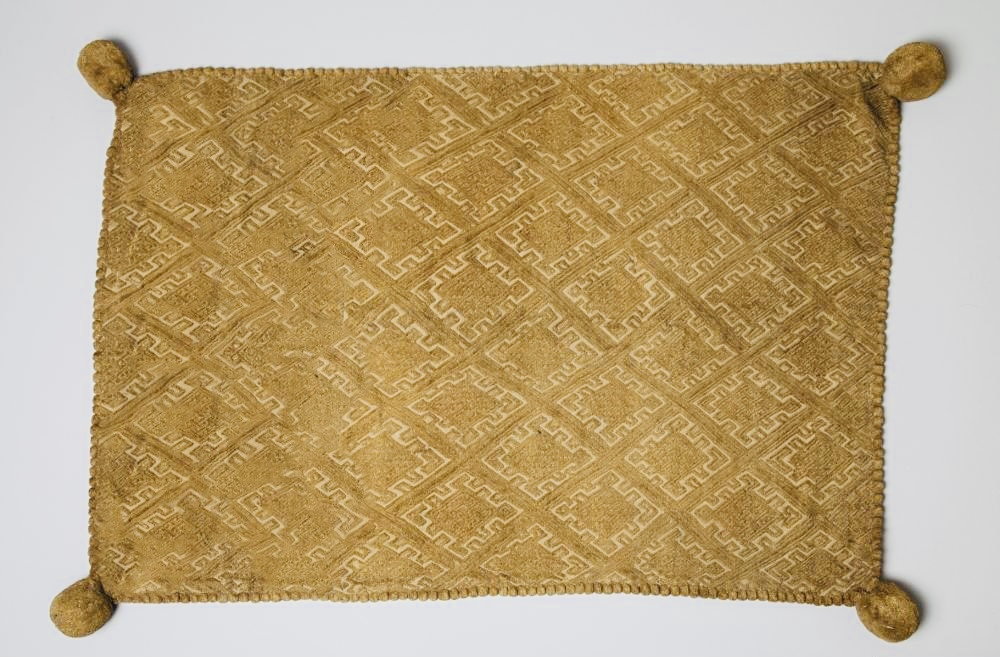
Housse de coussin du XVIIe siècle, collection du Ethnographic Museum, Stockholm

Cannes et sceptres Kongo (Musée royal de l'Afrique centrale)
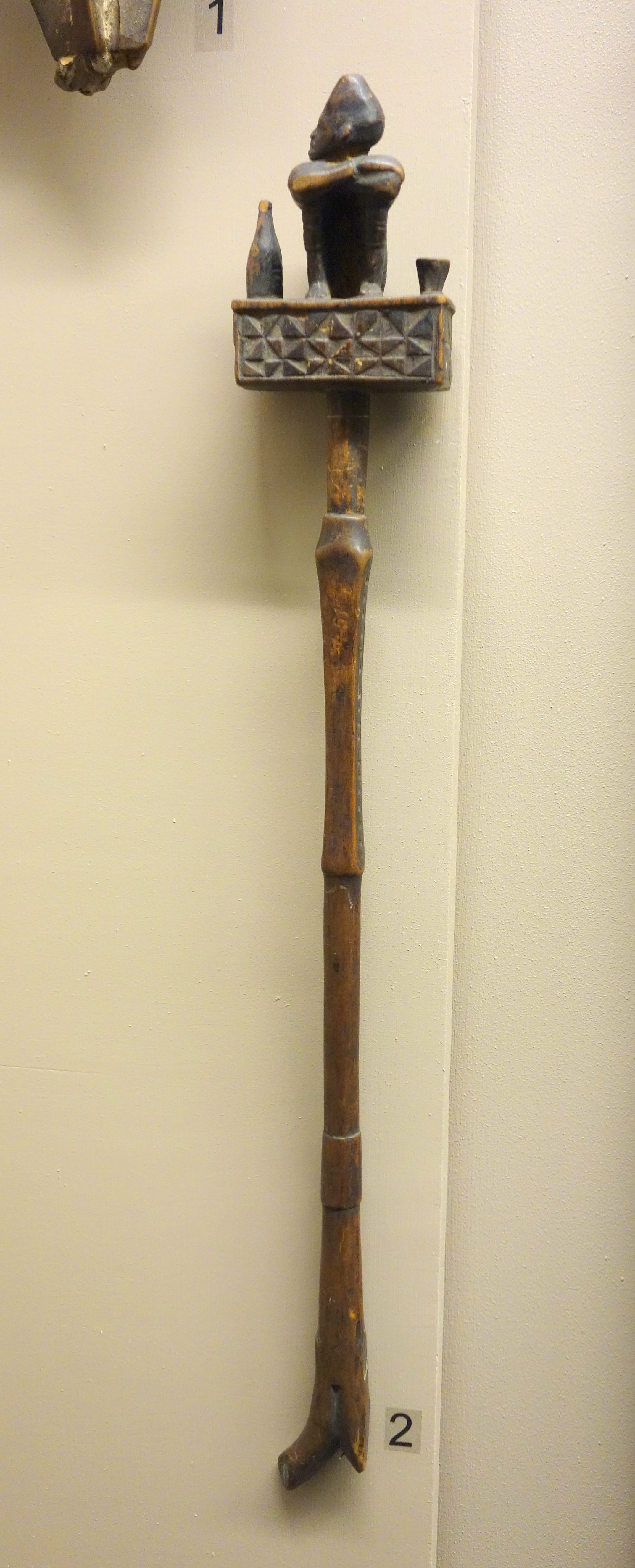
Canne de chef (Mvwala).
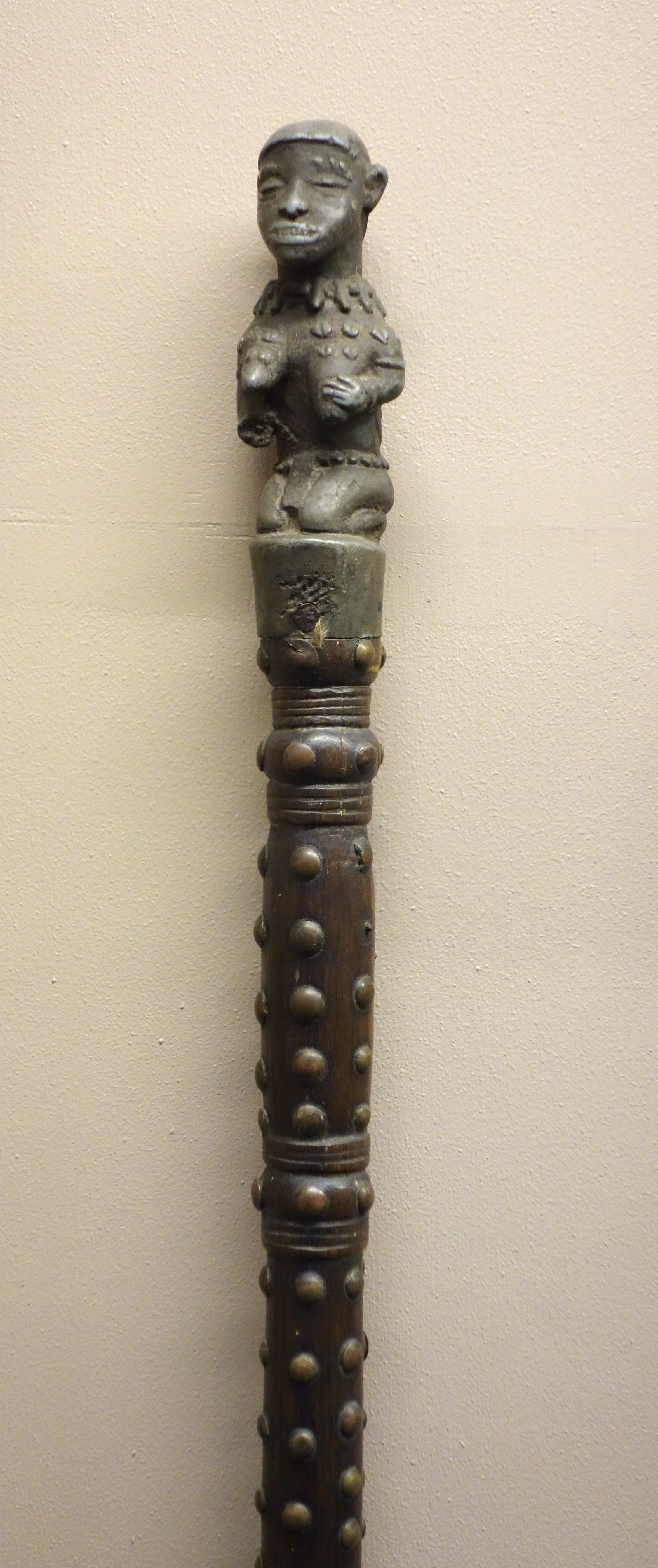
Canne de chef (Mvwala).
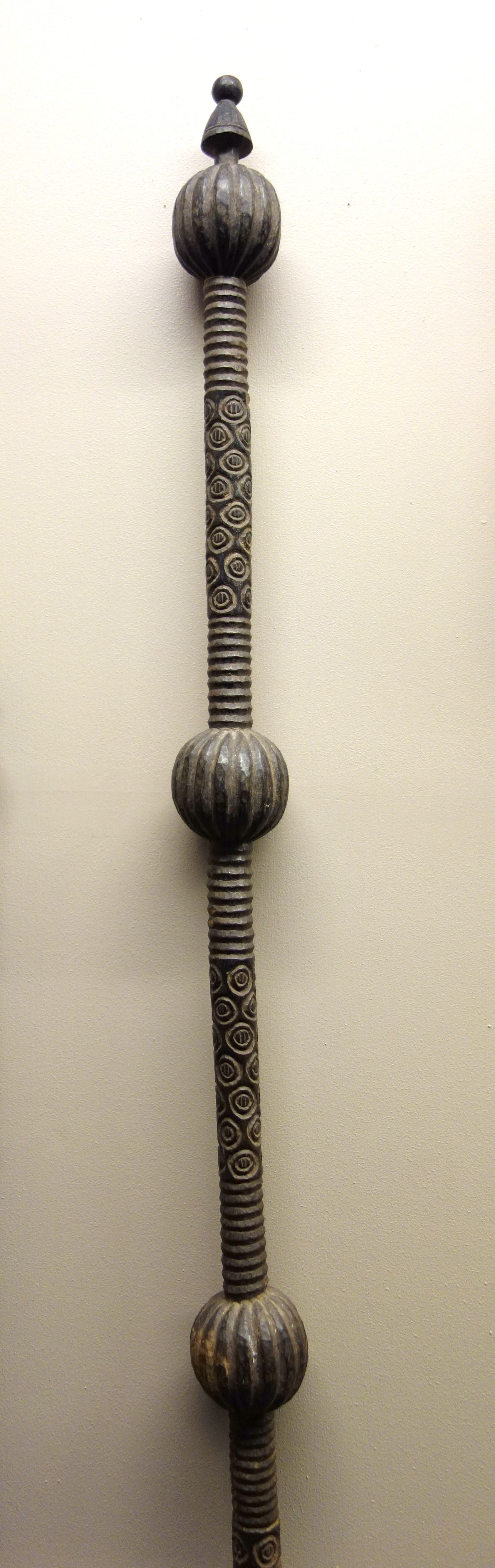
Canne de chef (Mvwala).
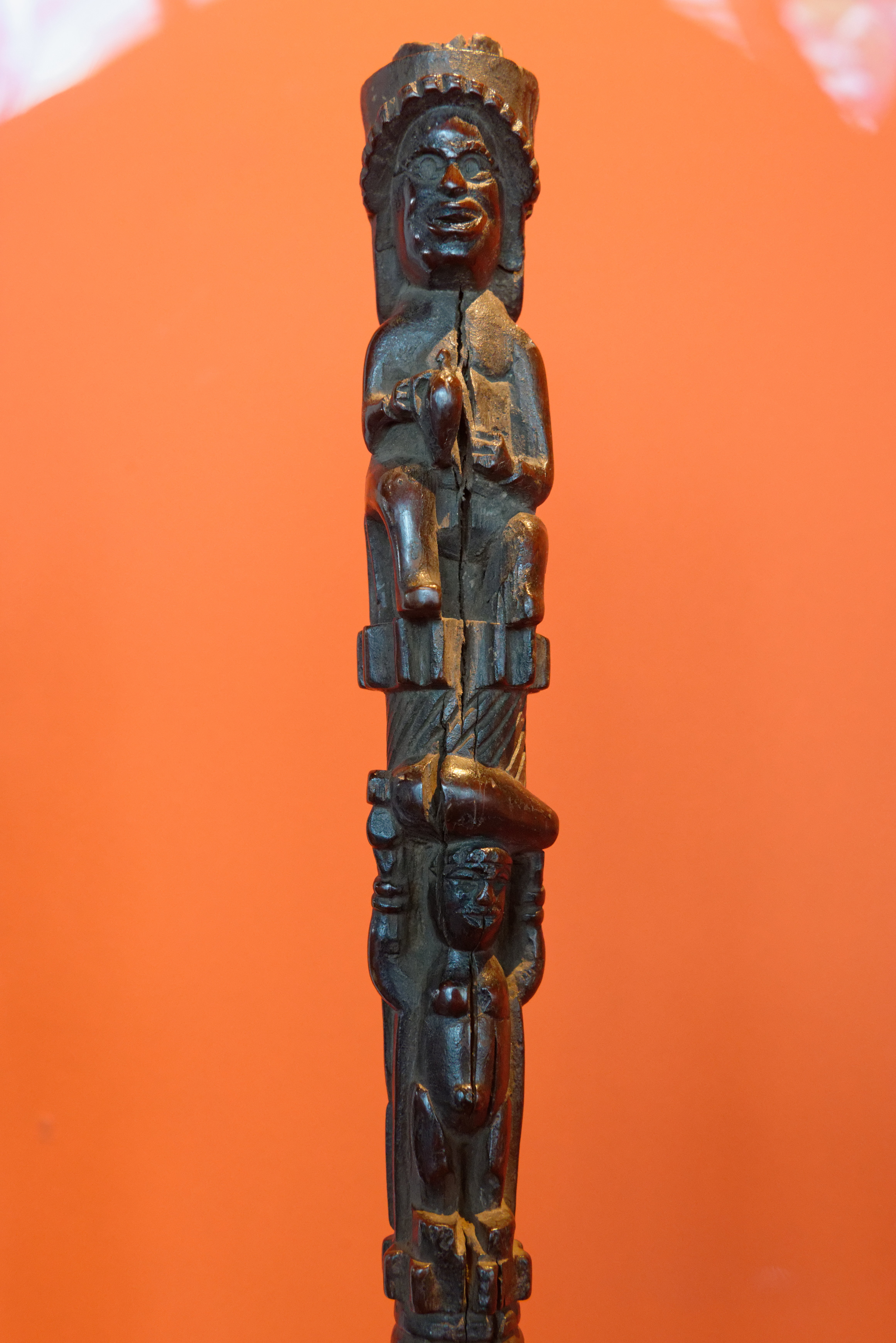
Bâton de commandement (sceptre ou Mwala).
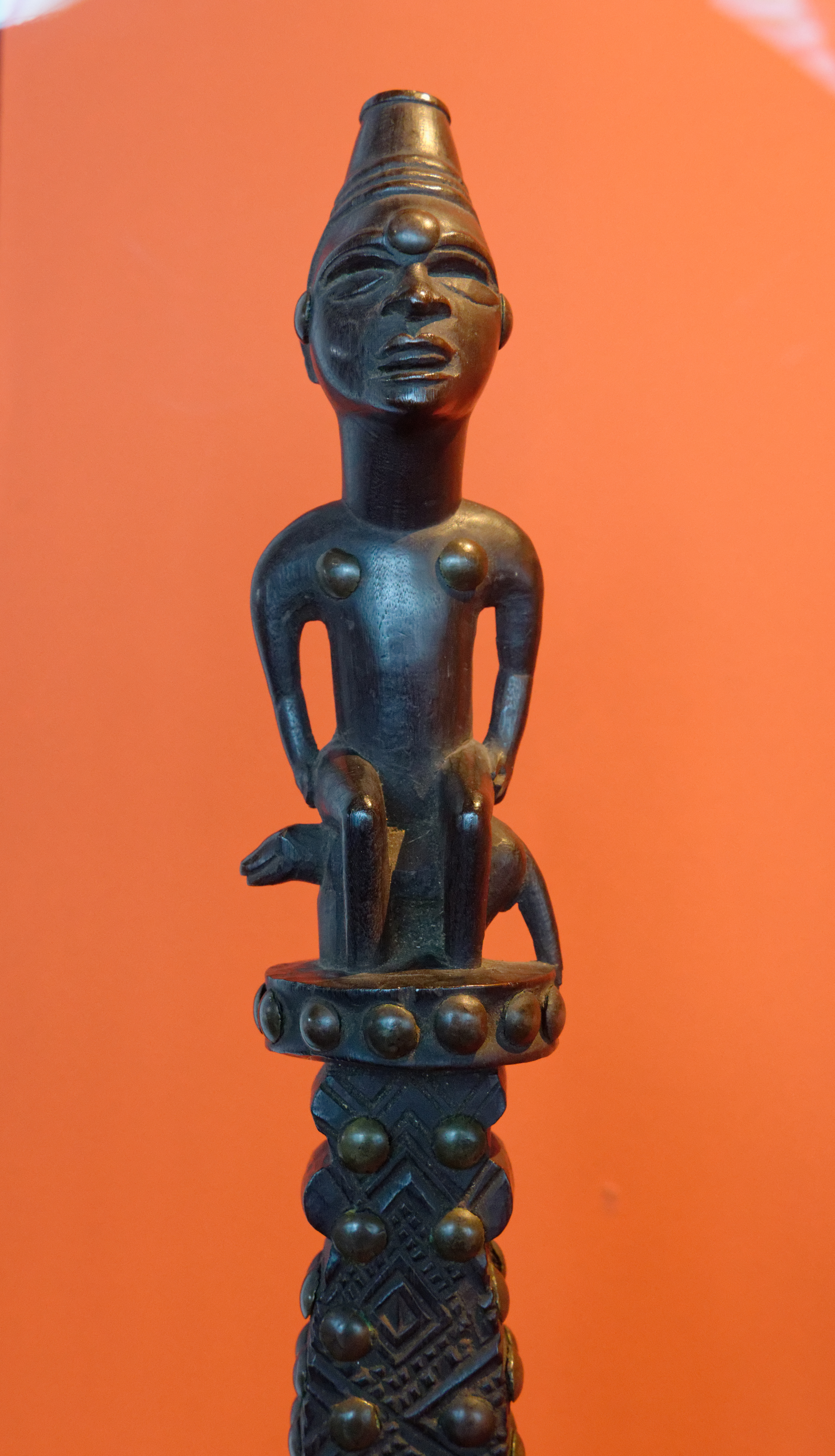
Bâton de commandement (sceptre ou Mwala).
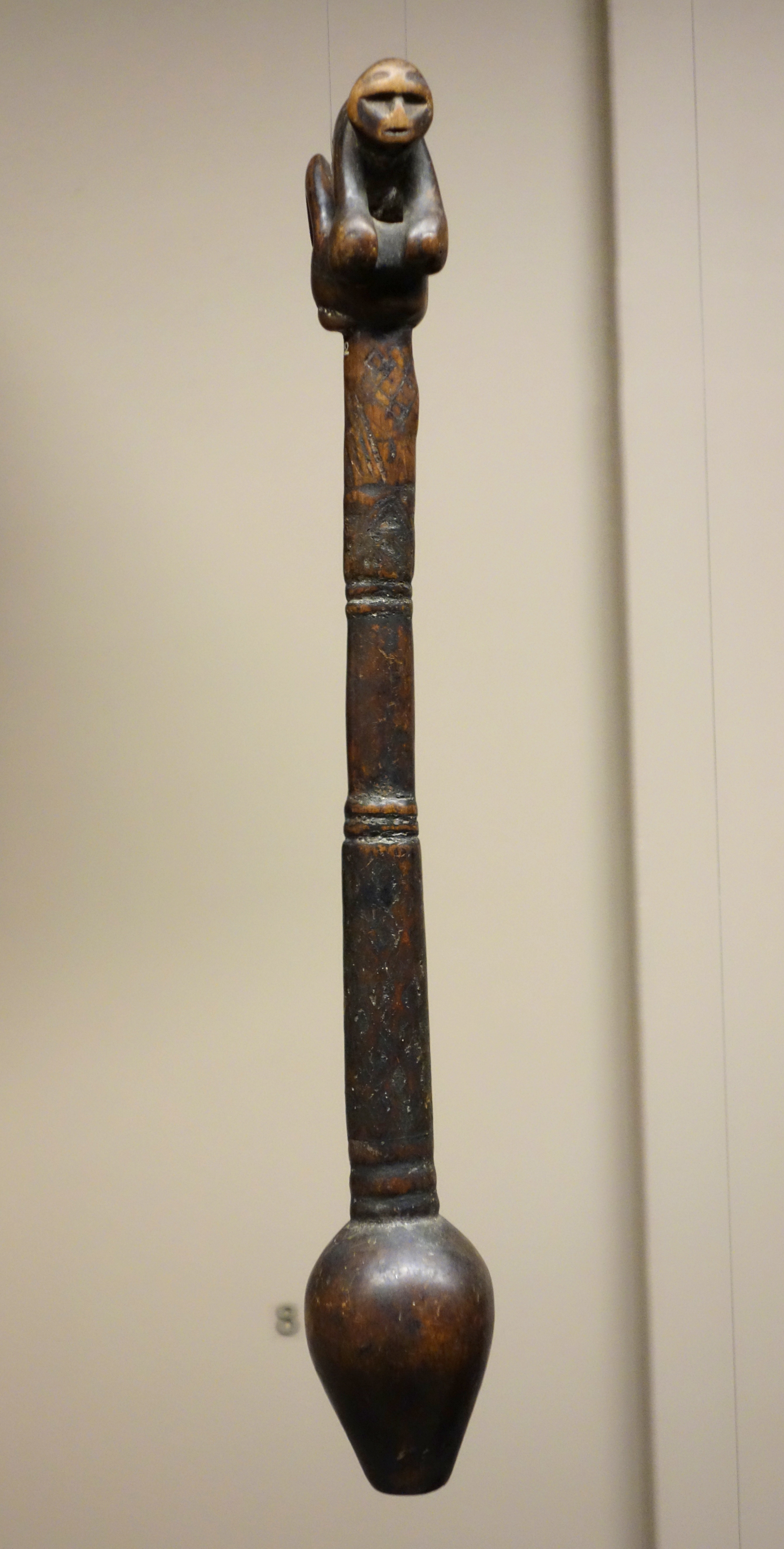
Bâton de commandement (sceptre ou Mwala).

Vêtements de l'art Kongo
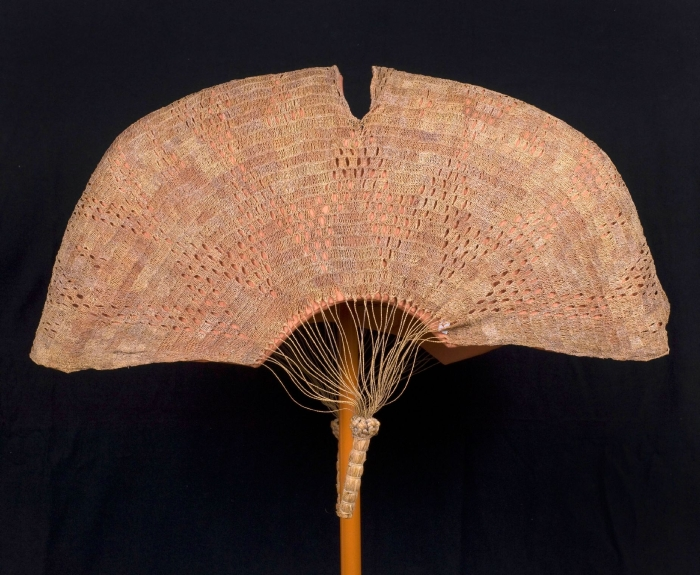
Manteau d'épaule de chef en raphia (collection Schtiting), (Nationaal Museum van Wereldculturen).
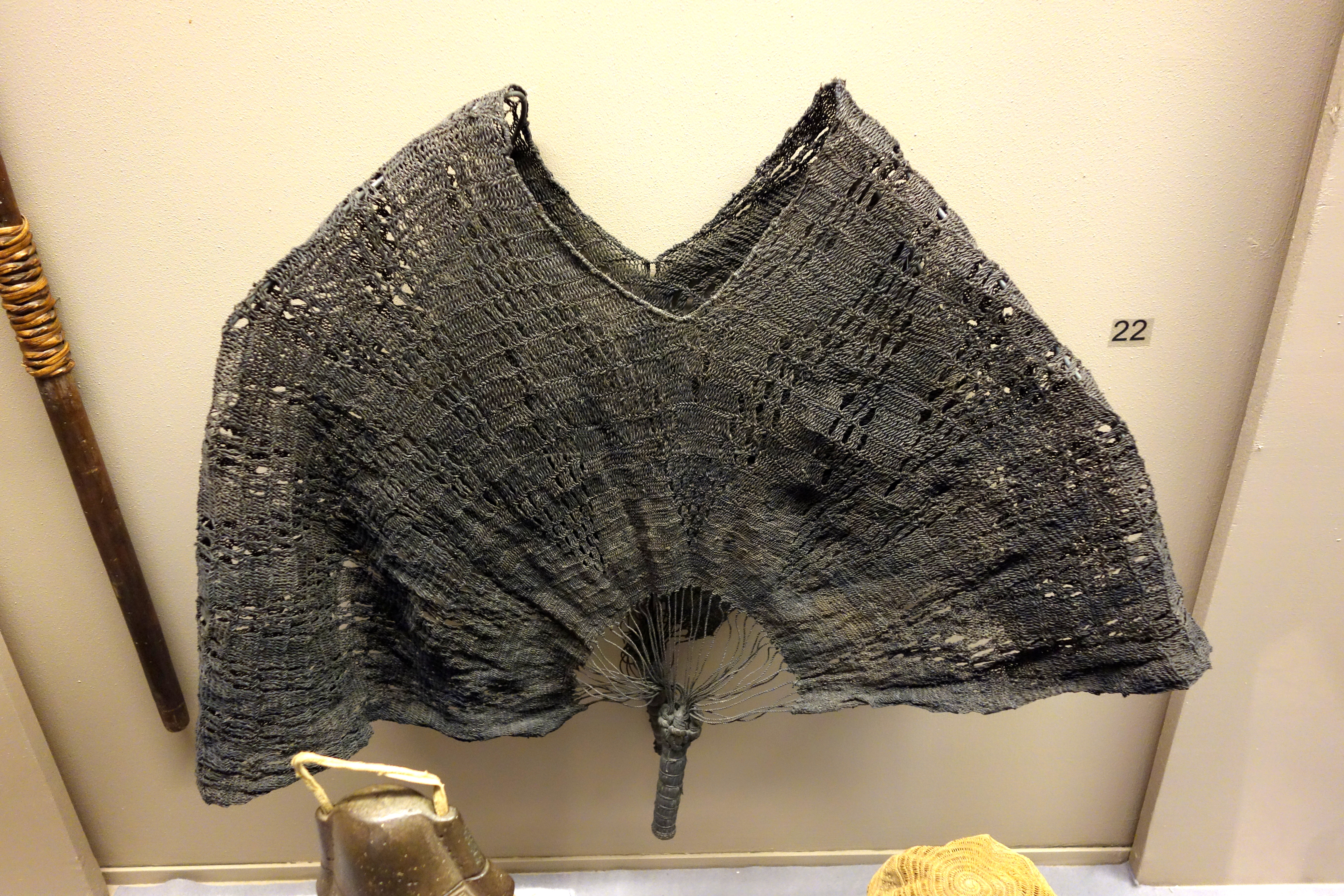
Châle (Musée royal de l'Afrique centrale).
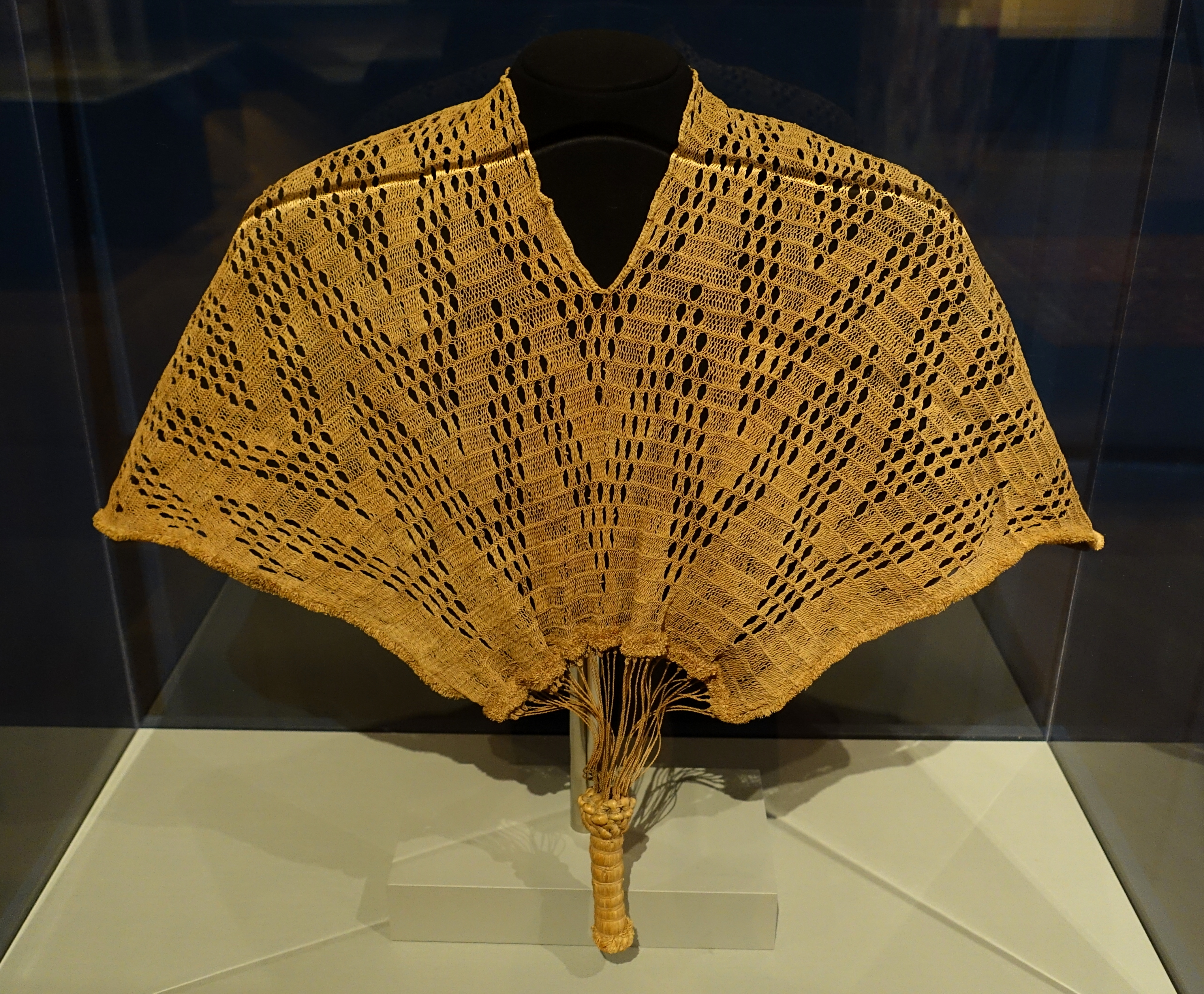
Kinzembe ou Zamba kya Mfumu (Textile Museum (Washington)).
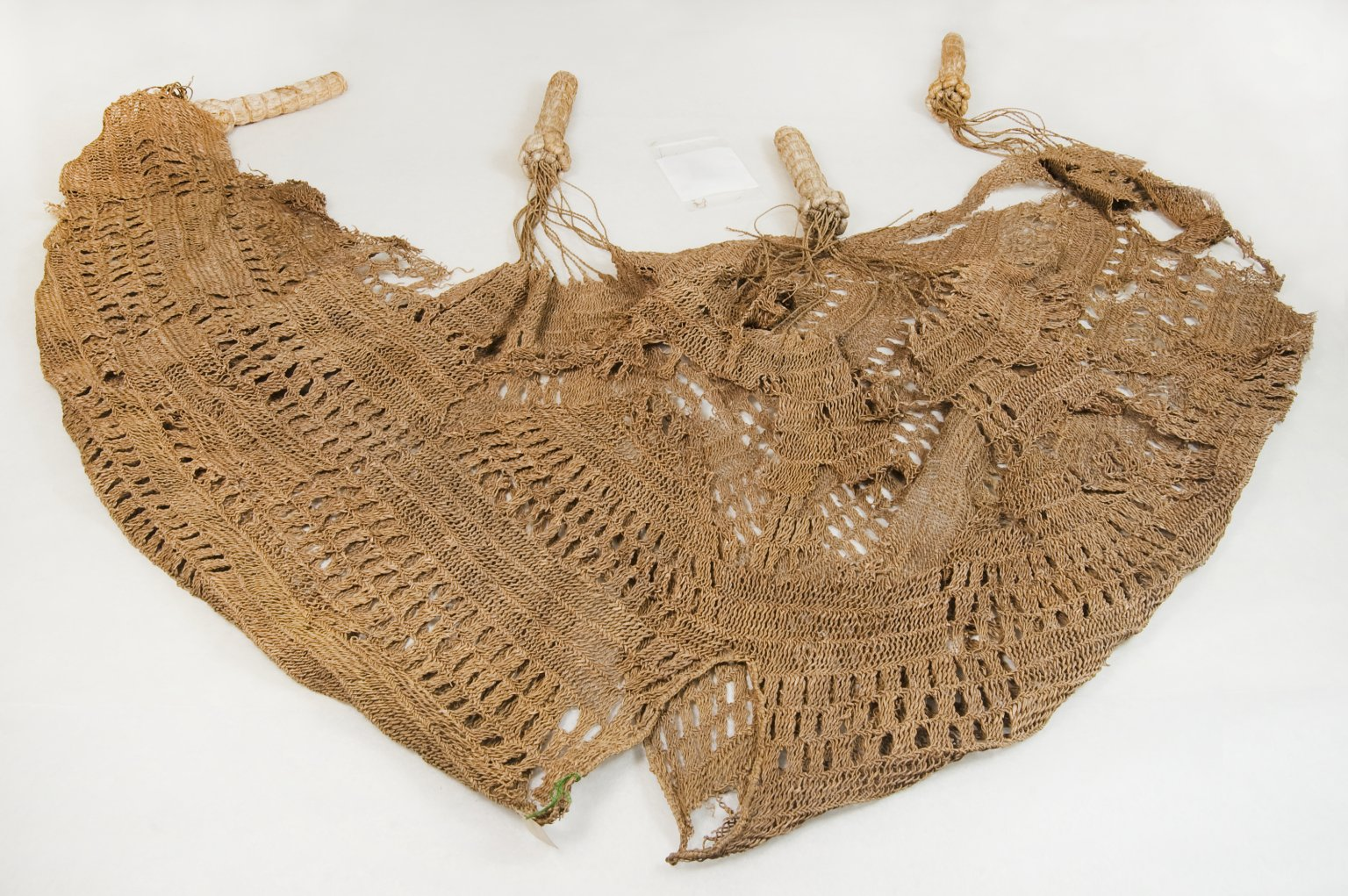
Manteau d'épaule (Brooklyn Museum)).

Vanneries de l'art Kongo
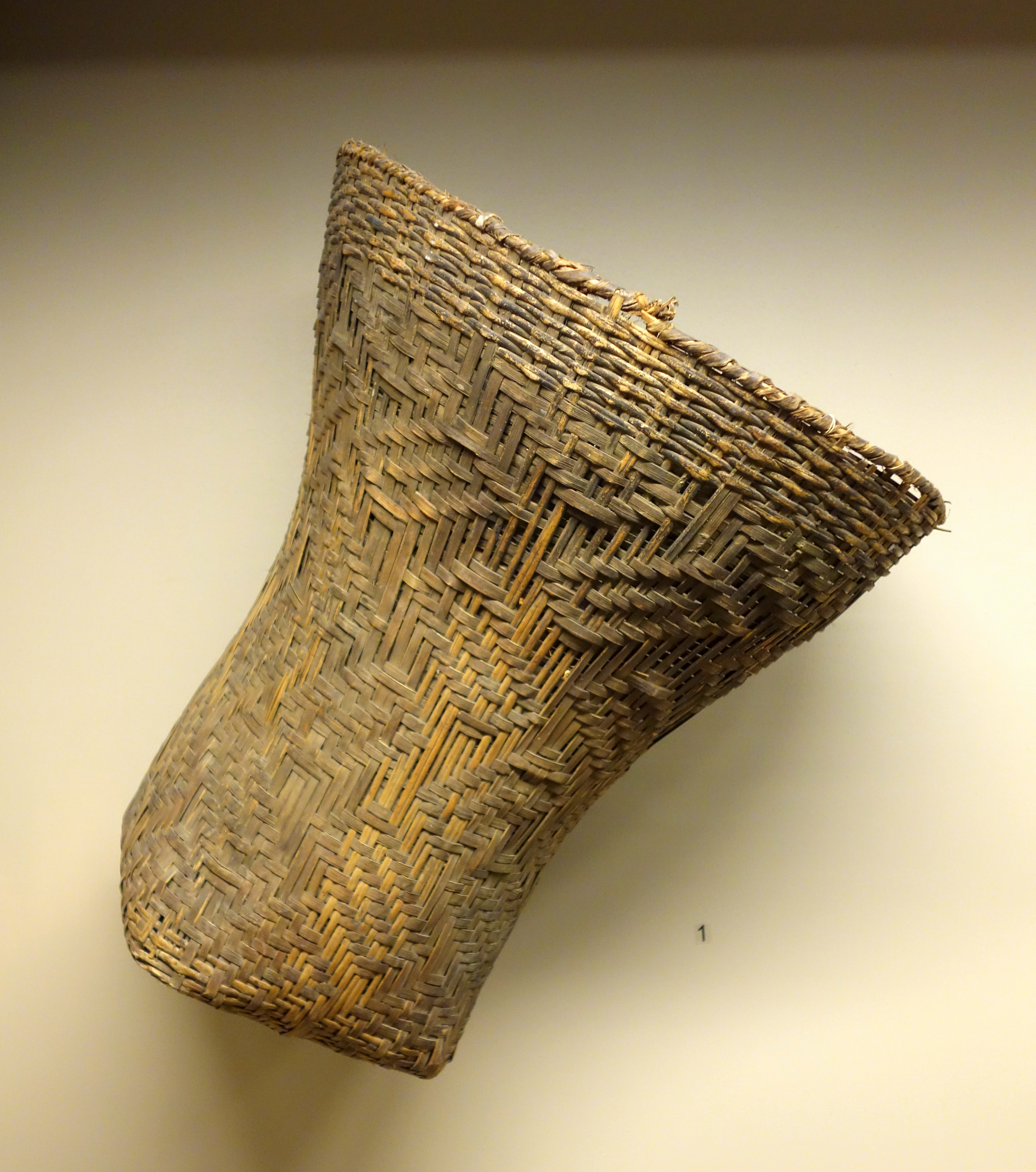
Hotte ou panier.
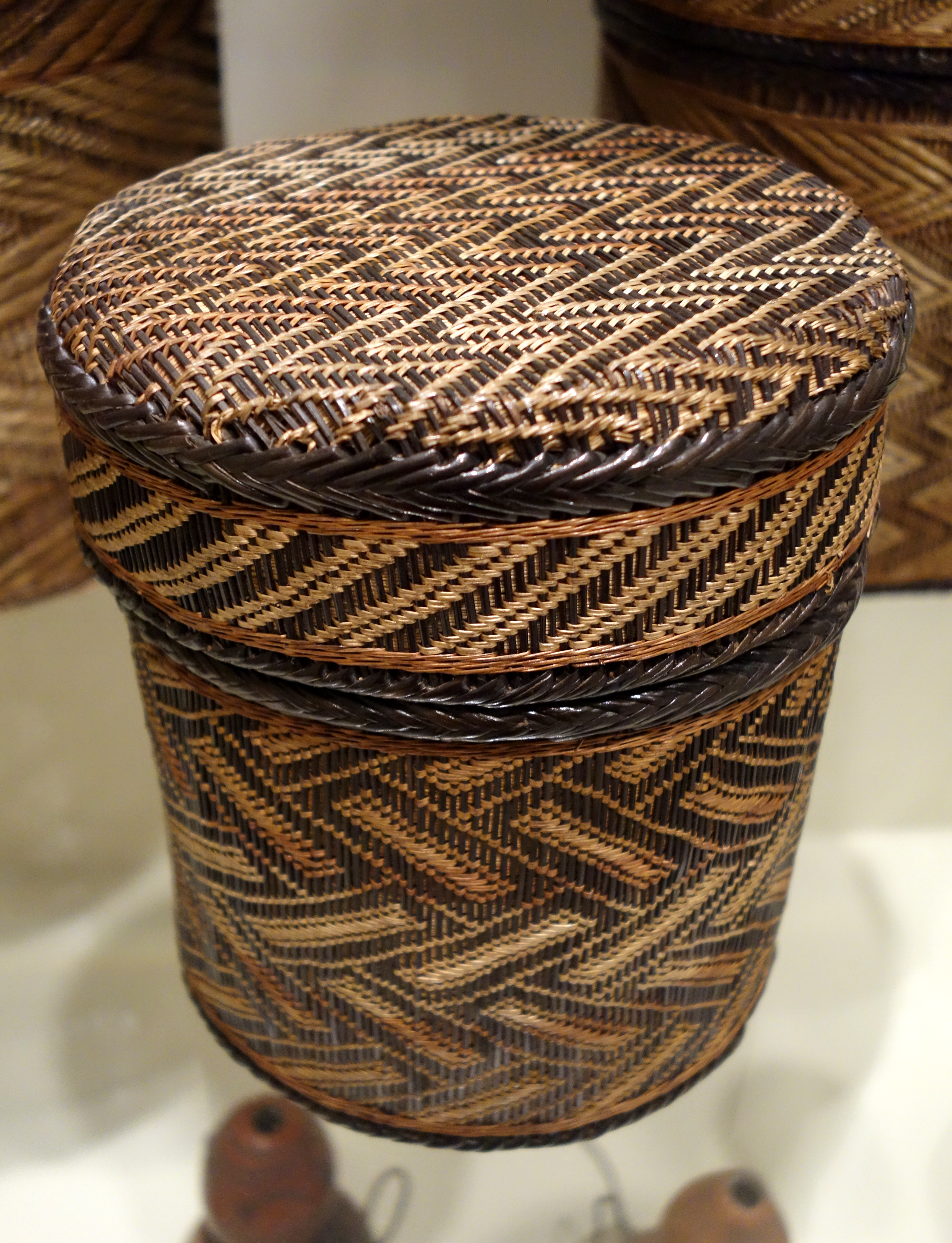
Panier et son couvercle tissés en fibre végétale (roseaux) - Longo Bonda - Côte de Loango - Gabon fin du xixe siècle.
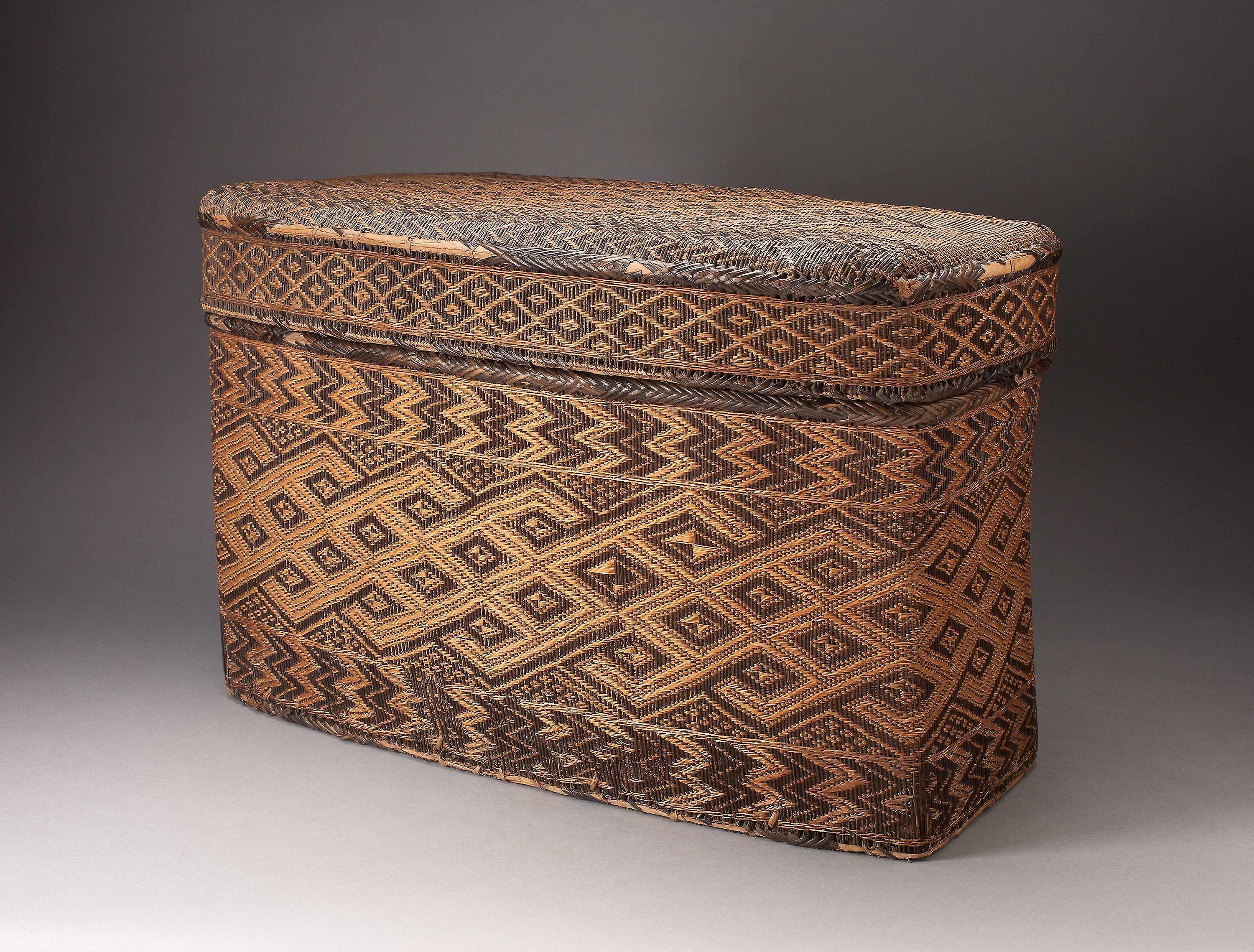
Panier et son couvercle du xviiie siècle, collection du  The Art Institute of Chicago.

Armes Kongo (Musée royal de l'Afrique centrale)
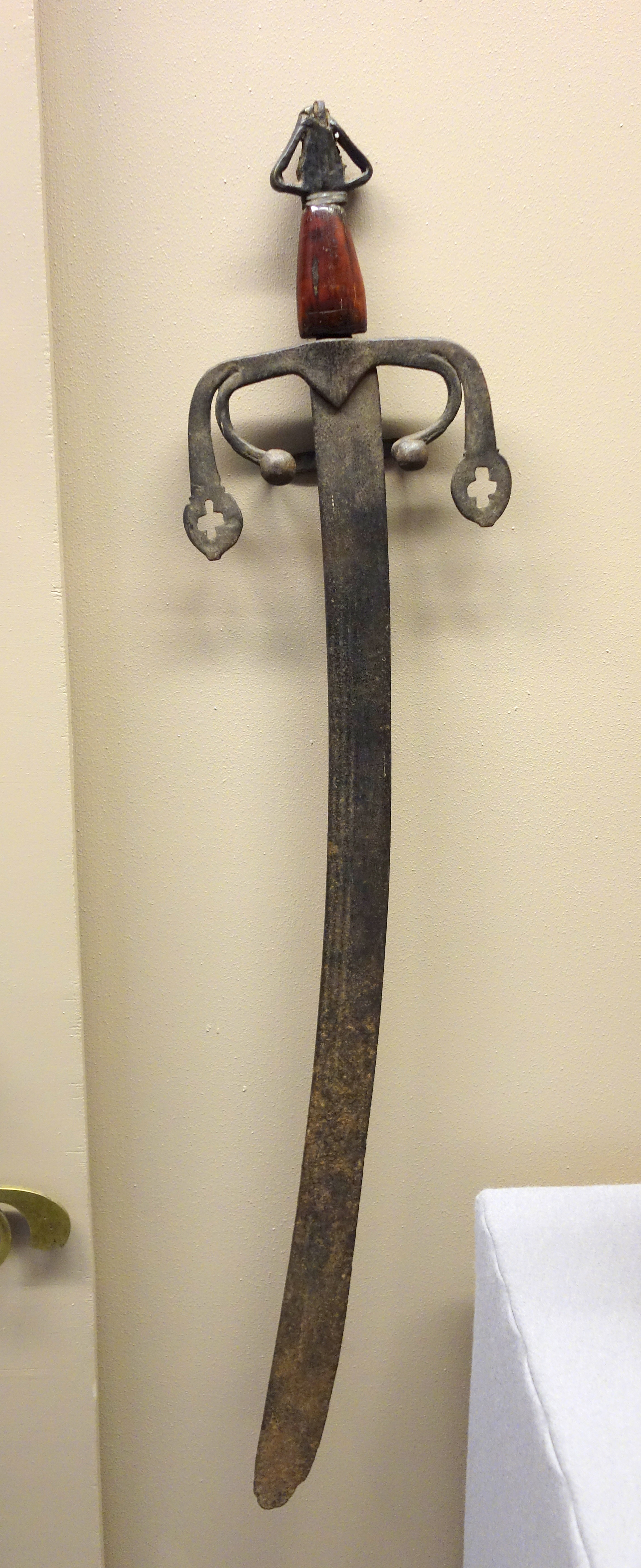
Épée de chef.
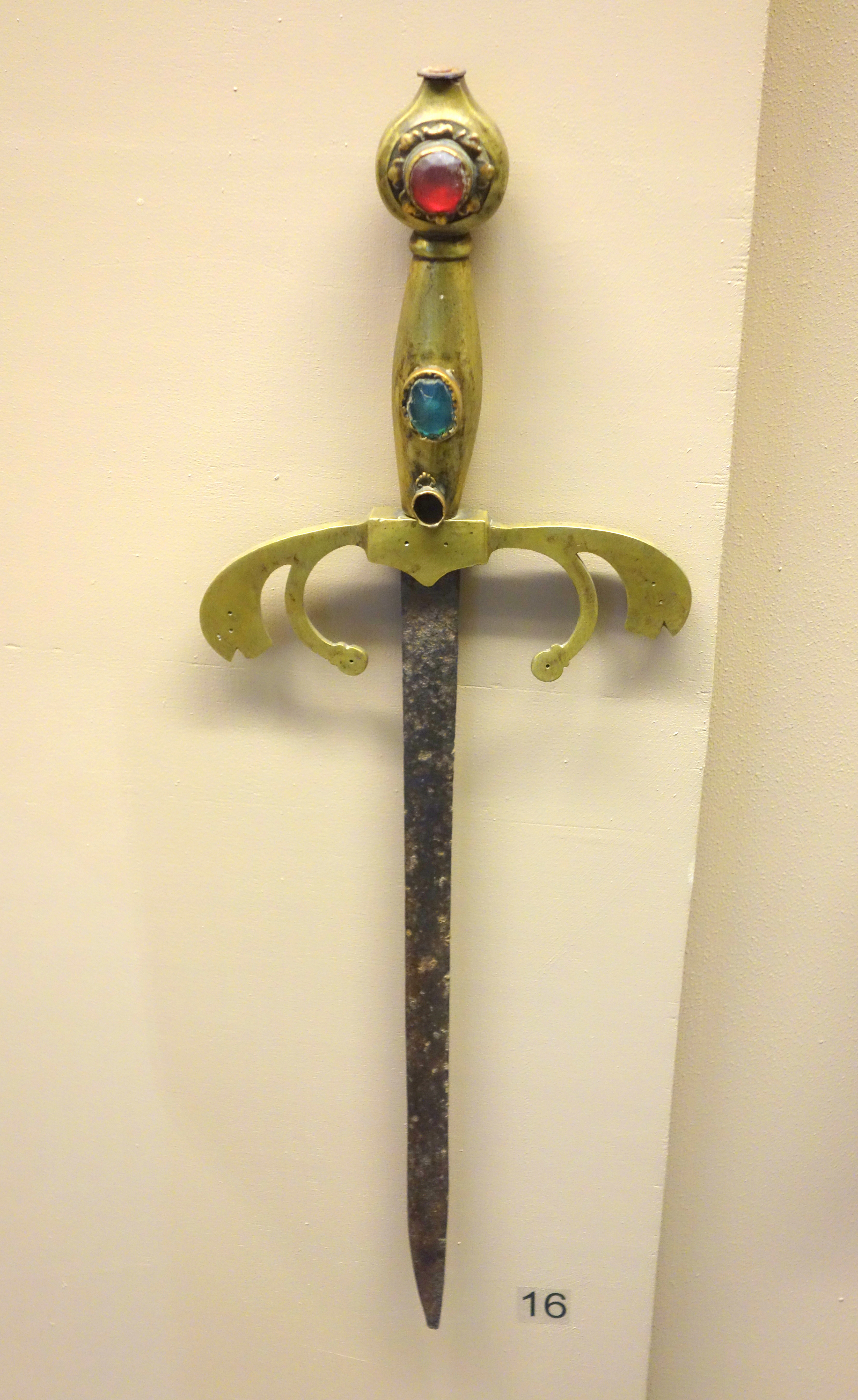
Épée de chef.

Sièges Kongo (Musée royal de l'Afrique centrale)
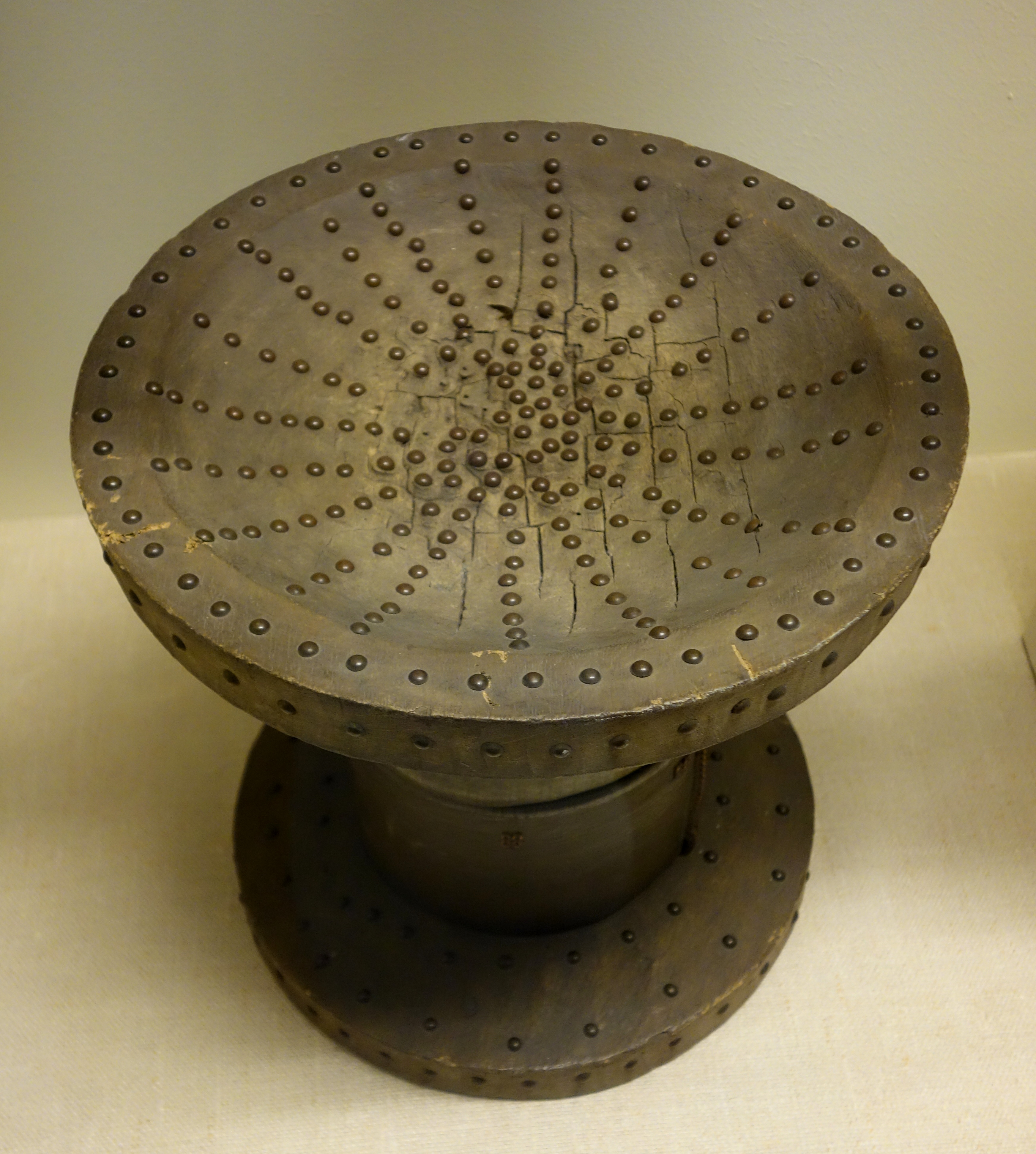
Tabouret.
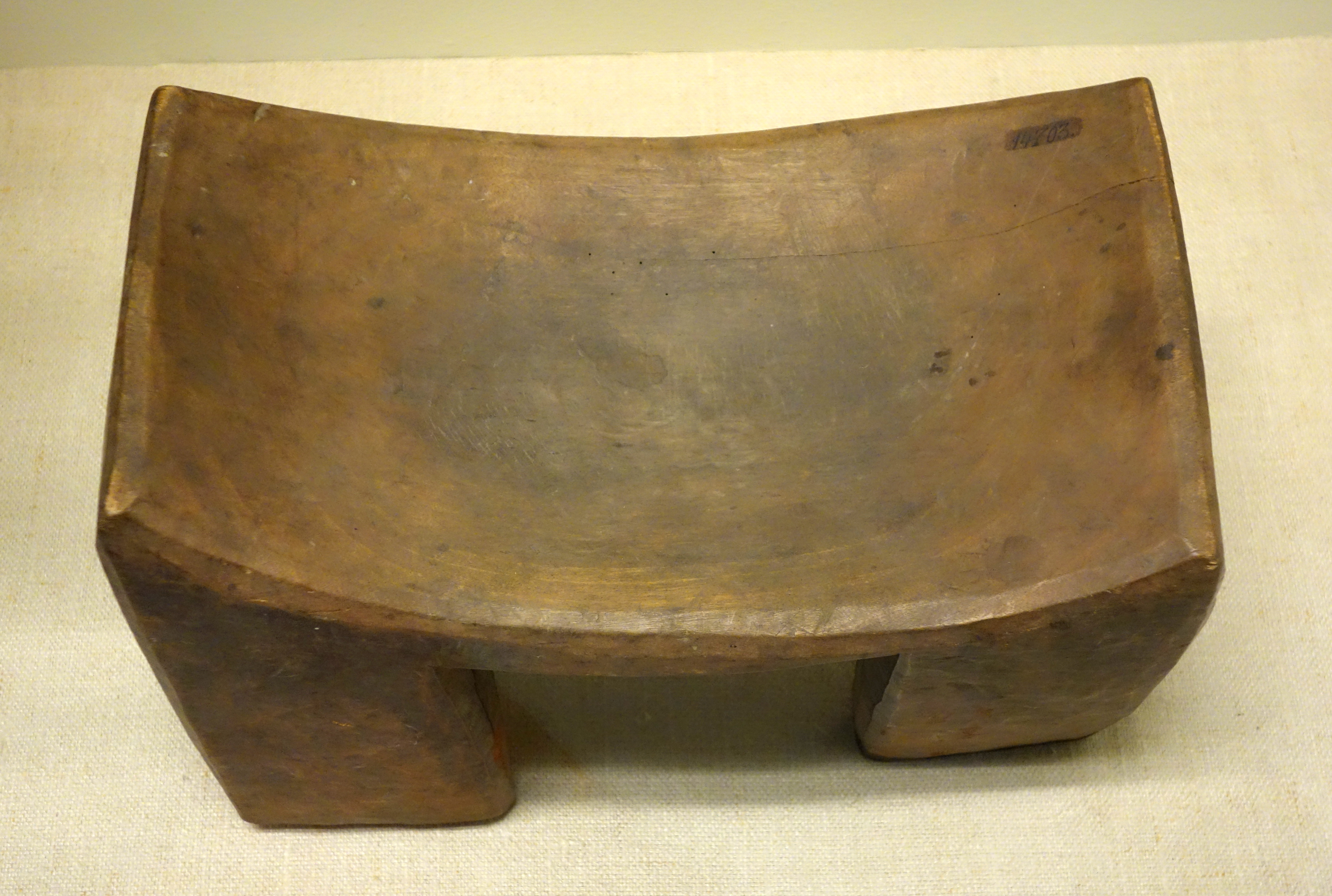
Siège.

Objets funéraires Kongo (Musée royal de l'Afrique centrale)
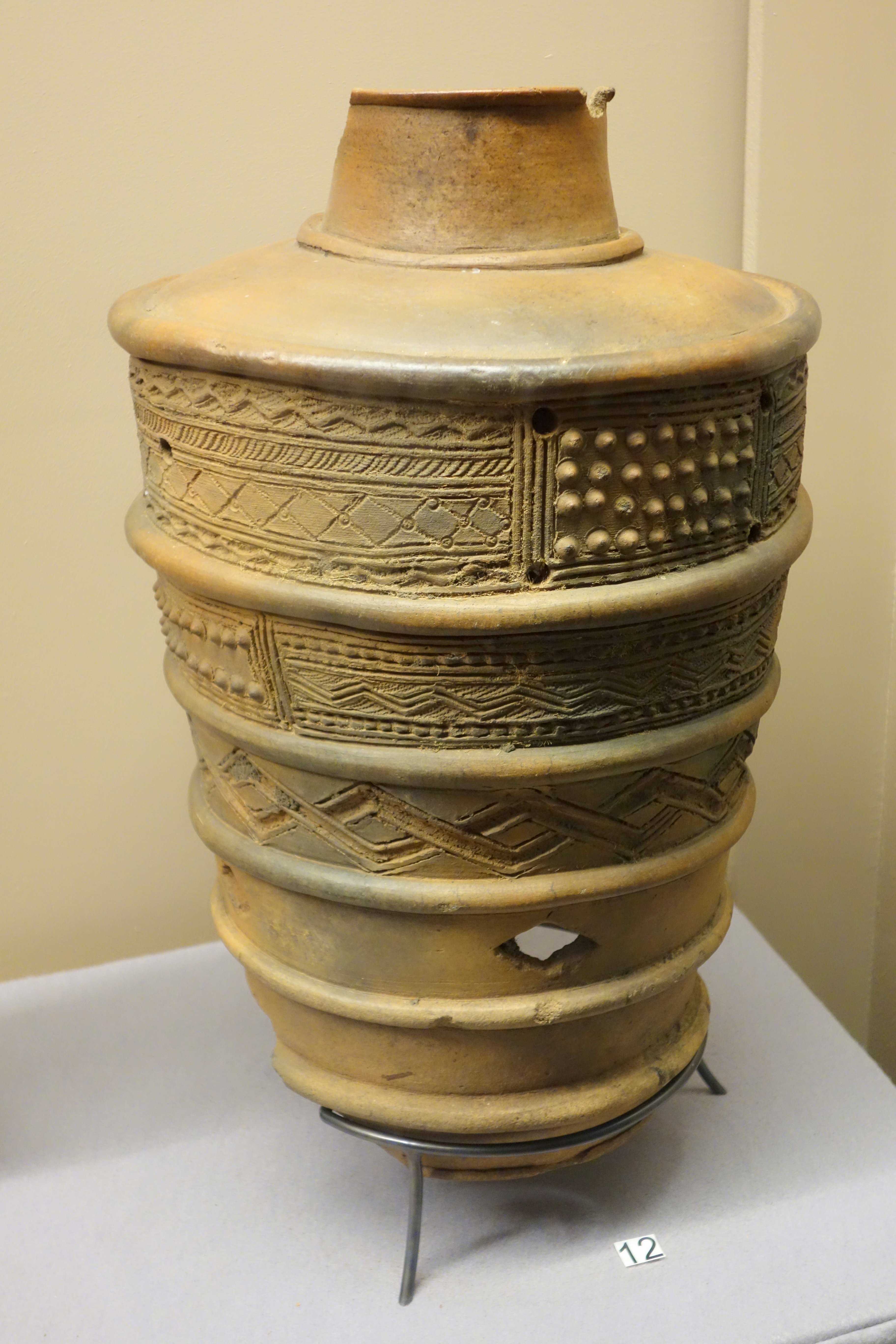
Récipient funéraire.